# Montaud (Isère)
Pour les articles homonymes, voir Montaut.
Montaud est une commune française située géographiquement dans le massif du Vercors, administrativement dans le département de l'Isère et en région Auvergne-Rhône-Alpes.
Historiquement rattachée au Dauphiné, la paroisse devenue commune indépendante en 1801, fait partie de la communauté de communes de  Saint-Marcellin Vercors Isère Communauté.
Selon l'ouvrage de Patrick Ollivier-Elliot dénommé Vercors safari-patrimoine, le territoire de la commune présente la particularité d'être un secteur isolé alors que, de tout temps, celui-ci fut une terre de passage : au Moyen Âge, pour éviter les crues de l'Isère et durant les Jeux olympiques d'hiver de 1968 de Grenoble pour accéder au val d'Autrans. L'endiguement du cours de l'Isère et la construction d'une route au pied des falaises durant les XVIIIe et XIXe siècles puis l'éboulement de la route du tunnel du Mortier en 1992 laissèrent le village en dehors des grands itinéraires, lui conférant par contrecoup l'image d'un village à l'ambiance sereine et tranquille.
Les habitants de Montaud se dénomment les Montaudins et les Montaudines.

## Géographie

carte topographique du Massif du Vercors.

### Situation
Montaud appartient géographiquement au massif et au parc naturel régional du Vercors dans les Préalpes françaises, elles-mêmes situées dans le Sud-Est de la France.
Le territoire de la commune est situé entre la crête nord des hauts sommets du Vercors, marquant la limite avec le val d'Autrans dont le principal sommet est le Bec de l'Orient, sommet culminant à 1 554 m et la Dent de Moirans qui forme l'extrême limite nord de cette chaine montagneuse. Ce sommet, en limite du territoire communal domine la vallée de l'Isère et le Bec de l'Échaillon qui est situé 400 m en contrebas au nord du sommet de la dent.

#### Distance avec les autres villes de France
Montaud est situé (par la route) à environ 20 km de Grenoble, préfecture du département de l'Isère, et à 109 km de Lyon, préfecture de la région Auvergne-Rhône-Alpes, mais aussi à 76 km de Valence, 86 km de Chambéry, 178 km de Genève (Suisse), 290 km de Marseille et 570 km de Paris

### Description
La commune, située en zone de basse et moyenne montagne, est essentiellement rurale. Elle est formée d'un bourg central peu peuplé et de nombreux hameaux, tous reliés, directement ou indirectement entre eux, par une route qui traverse un petit plateau et qui rejoint, en contrebas, dans ses deux extrémités la route départementale 531 qui longe l'Isère.
Le bourg central est formé principalement d'une place de dimension modeste, qui sert de carrefour central, et où l'on découvre l'église, la mairie, l'ancienne auberge et le monument aux morts. Quelques maisons anciennes et d'autres villas d'architecture plus moderne forment le restant du patrimoine bâti de ce bourg qui offre, au nord, une vue spectaculaire sur la boucle de l'Isère.

### Climat
Pour des articles plus généraux, voir Climat d'Auvergne-Rhône-Alpes et Climat de l'Isère.
En 2010, le climat de la commune est de type climat de montagne, selon une étude du Centre national de la recherche scientifique s'appuyant sur une série de données couvrant la période 1971-2000. En 2020, Météo-France publie une typologie des climats de la France métropolitaine dans laquelle la commune est exposée à un climat de montagne ou de marges de montagne et est dans la région climatique Alpes du nord, caractérisée par une pluviométrie annuelle de 1 200 à 1 500 mm, irrégulièrement répartie en été.
Pour la période 1971-2000, la température annuelle moyenne est de 9,7 °C, avec une amplitude thermique annuelle de 17,4 °C. Le cumul annuel moyen de précipitations est de 1 283 mm, avec 10,1 jours de précipitations en janvier et 6,9 jours en juillet. Pour la période 1991-2020, la température moyenne annuelle observée sur la station météorologique de Météo-France la plus proche, « Coublevie », sur la commune de Coublevie à 11 km à vol d'oiseau, est de 13,0 °C et le cumul annuel moyen de précipitations est de 1 121,0 mm,. Pour l'avenir, les paramètres climatiques de la commune estimés pour 2050 selon différents scénarios d'émission de gaz à effet de serre sont consultables sur un site dédié publié par Météo-France en novembre 2022.

### Hydrographie
Le territoire de la commune est sillonné par cinq ruisseaux notables qui présentent des fluctuations saisonnières de type pluvial, fortement accentué à la fin du printemps en raison de la fonte nivale:
- La Voroize qui donne son nom à un quartier du village de Veurey-Voroize
- Le ruisseau des Gorges
- Le ruisseau du Canard
- Le ruisseau des Lavures
- Le ruisseau du Martinet

Le torrent de la Voroize prend sa source a la limite du territoire communal et de la limite de la commune de Veurey-Voroize
L'ensemble des eaux de ces cours d'eau rejoint le bassin de l'Isère

### Voies routières

#### Réseau routier

##### Les routes départementales

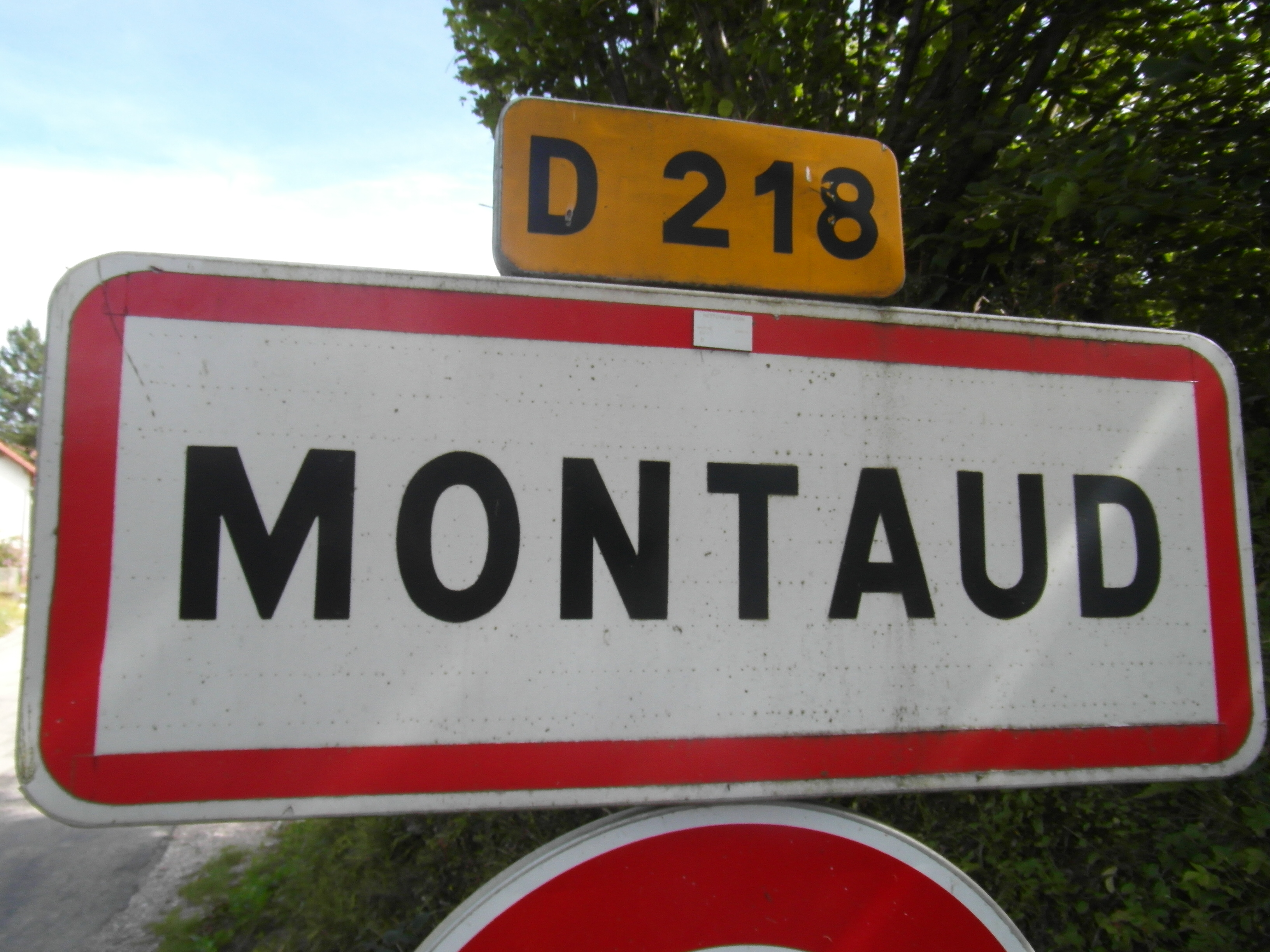
Panneau d'entrée du bourg de Montaud

Les deux seules routes accessibles par deux versants du Vercors sont la route départementale 3 (depuis Veurey-Voroize) et la route départementale 218 (depuis Saint-Quentin-sur-Isère) qui desservent le Bourg et les différents hameaux par de nombreuses routes secondaires.
Anciennement dénommée, « route d'Autrans », celle-ci ayant été créée à l'occasion des Jeux olympiques d'hiver de 1968 organisés à Grenoble, la route départementale 218 est fermée au-delà du hameau des Coings, la voie s’étant effondrée en 1992 et laissant le tunnel du mortier inaccessible par la route, le conseil départemental de l'Isère, gestionnaire de la voirie, n'ayant pas voulu engager des travaux longs et importants pour reconstruire la route pour des raisons de coût.

### Mode de transport

#### Transport routier
Il n'existe dans le village qu'une seule ligne scolaire gérée par le conseil général de l'Isère et qui traverse l'ensemble des hameaux : il s'agit de la ligne TUL01, qui permet aux adolescents domiciliés dans la commune de rejoindre le collège Condorcet de Tullins et le lycée Pierre-Beghin de Moirans. Cette ligne part du hameau des Coings.

#### Transport ferroviaire
La gare ferroviaire la plus proche est la gare de Tullins, située à environ 20 km de la commune.

#### Transport aérien
L'aéroport le plus proche est l'aéroport de Grenoble-Isère situé à environ 50 km. En raison de sa situation de balcon tourné vers le nord, les avions décollant des pistes de cet aéroport sont parfaitement visibles en de nombreux points du petit plateau de Montaud.

#### Les sentiers de randonnée
Au départ de la salle des Fêtes (en contrebas du bourg), ou depuis la place Centrale du village (face à l'église), plusieurs sentiers de randonnées sont proposés :
- Le Pas de la Clé, par le hameau du Vif de la Clé.
- La Prairie de Fessolles, par le hameau des Coings et le col de Montaud.
- La Dent de Moirans, par le chemin du Bout du Monde ou par Chausson, direction Bois Vert. Une table d’orientation domine la vallée de l'Isère[11]

### Géologie et relief

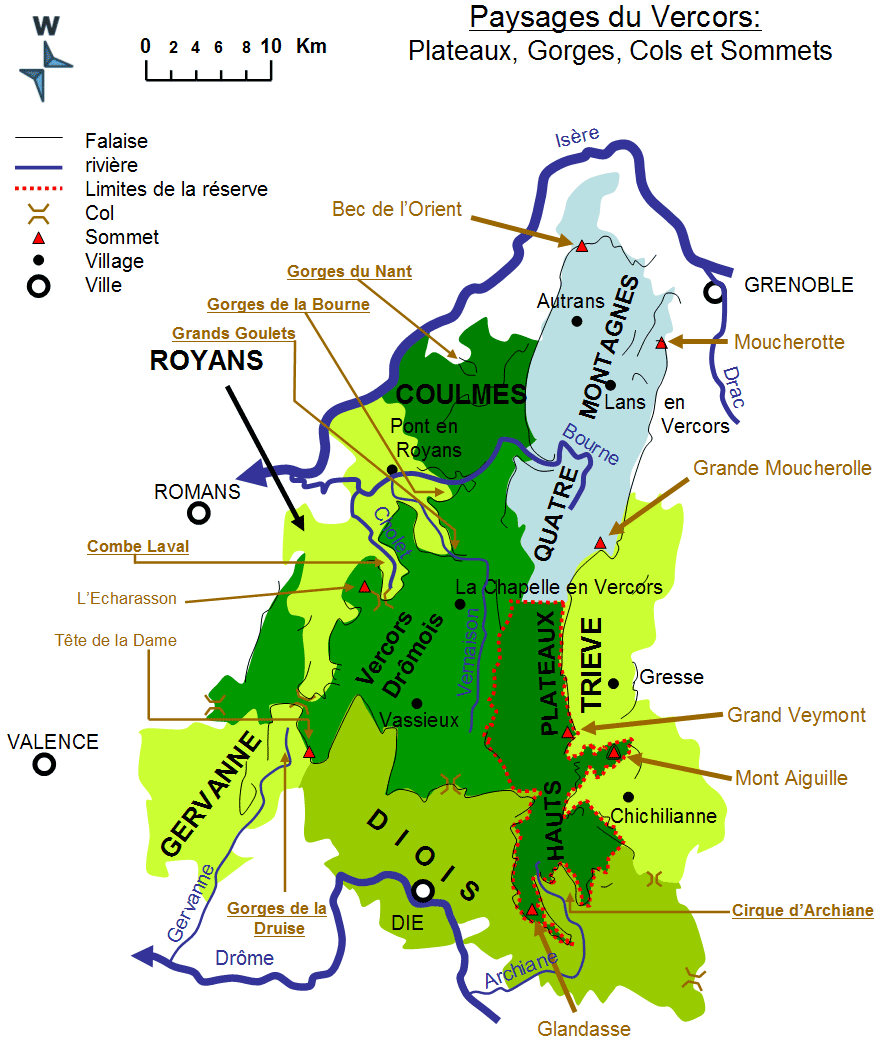
carte des différentes régions du Massif du Vercors Montaud se situe à l'extrémité nord.

#### Particularités géologiques
Le territoire de la commune de Montaud se positionne sur un replat en creux qui accidente la voûte de cet éperon rocheux, au sud-ouest de la Dent de Moirans.
La morphologie du secteur est due à une conjonction de deux mouvements opposés qui s'y manifestent au niveau du plongement axial des plis du Vercors occidental. Le secteur ou situe le territoire communal se présente comme un relais entre l'anticlinal du Ratz (situé près de Voiron) dont la voûte urgonienne plonge vers le sud sous la molasse Miocène et, sur le flanc ouest, un autre pli anticlinal, tout d'abord moins saillant, qui s'avère représenter l'extrémité septentrionale de l'anticlinal des Coulmes (au-delà de La Rivière), dont la voûte s'élève au contraire dans cette direction pour former la Roche du Midi vers l'ouest.
Ce site présente une faille dite "faille de Montaud", qui coupe longitudinalement le flanc du pli. C'est une faille extensive anté-Miocène qui a été basculée par le plissement, en même temps que plusieurs autres failles satellites, plus mineures.

## Toponymie
Selon l'ouvrage de Patrick Ollivier-Elliot dénommé Vercors safari-patrimoine, Montaud est le nom francisé du terme latin « Montus Altus » pour désigner ce qui fut, au début de l'histoire de la commune qu'un simple hameau de Saint-Quentin-sur-Isère perché dans la montagne.

## Urbanisme

### Typologie
Au 1er janvier 2024, Montaud est catégorisée commune rurale à habitat dispersé, selon la nouvelle grille communale de densité à sept niveaux définie par l'Insee en 2022.
Elle est située hors unité urbaine. Par ailleurs la commune fait partie de l'aire d'attraction de Grenoble, dont elle est une commune de la couronne,. Cette aire, qui regroupe 204 communes, est catégorisée dans les aires de 700 000 habitants ou plus (hors Paris),.

### Occupation des sols
L'occupation des sols de la commune, telle qu'elle ressort de la base de données européenne d’occupation biophysique des sols Corine Land Cover (CLC), est marquée par l'importance des forêts et milieux semi-naturels (68,3 % en 2018), en diminution par rapport à 1990 (70,7 %). La répartition détaillée en 2018 est la suivante : 
forêts (68,3 %), zones agricoles hétérogènes (18,2 %), prairies (13,5 %). L'évolution de l’occupation des sols de la commune et de ses infrastructures peut être observée sur les différentes représentations cartographiques du territoire : la carte de Cassini (XVIIIe siècle), la carte d'état-major (1820-1866) et les cartes ou photos aériennes de l'IGN pour la période actuelle (1950 à aujourd'hui).

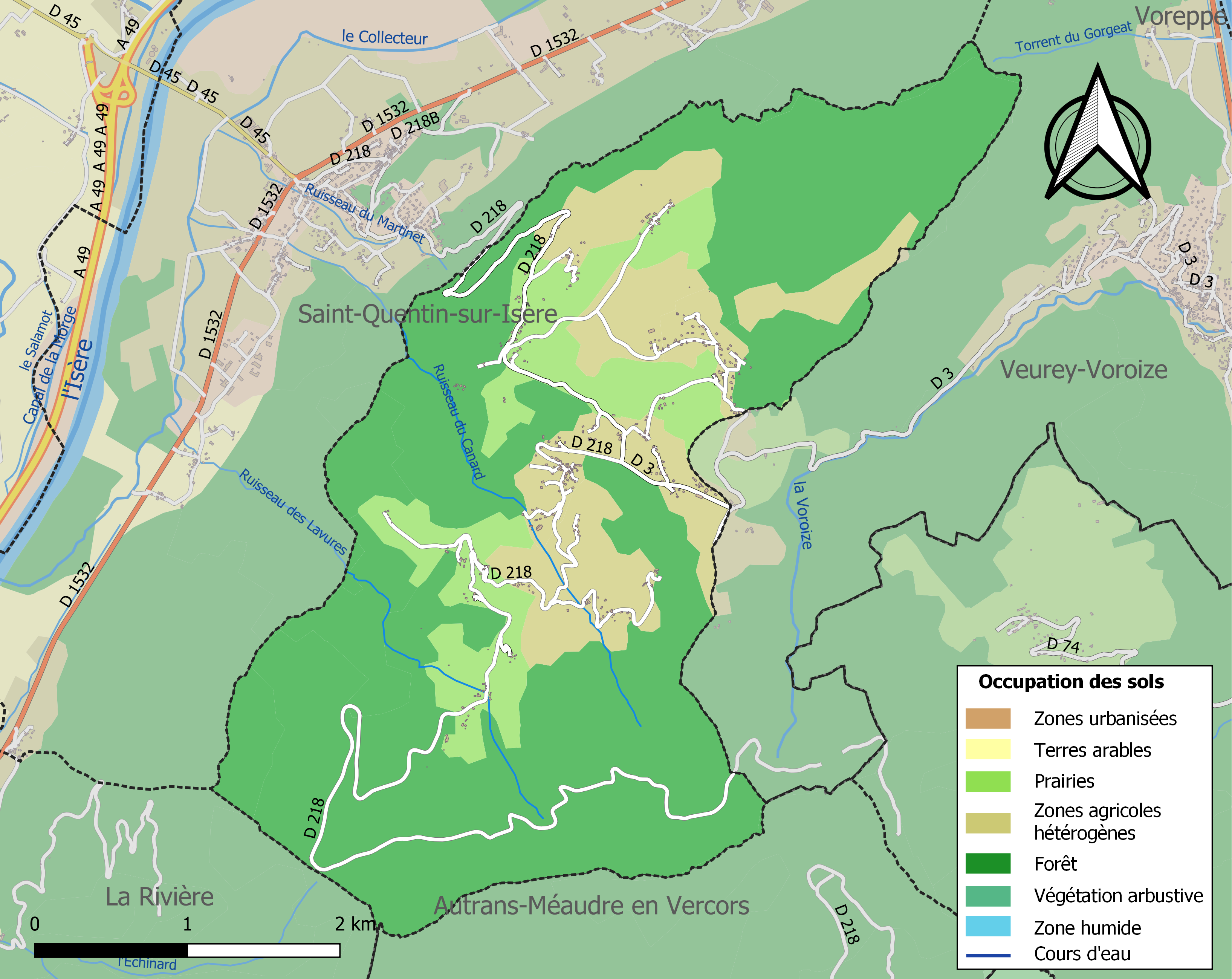
Carte des infrastructures et de l'occupation des sols de la commune en 2018 (CLC).

### Hameaux et secteurs de la commune
| - Les Maîtres - Le Villard - Les Charpennes - Colombière - Les Etroits - La Combe - Le Fayard - Fayole - Les Ramées | - Guillaudière - Côté Maillet - Les Plattières - Le Moulin - Les Muet - L'Eygalen - Le Vif de La Claie (ou de la clé) - les Coings |

Différents hameaux et paysages de Montaud
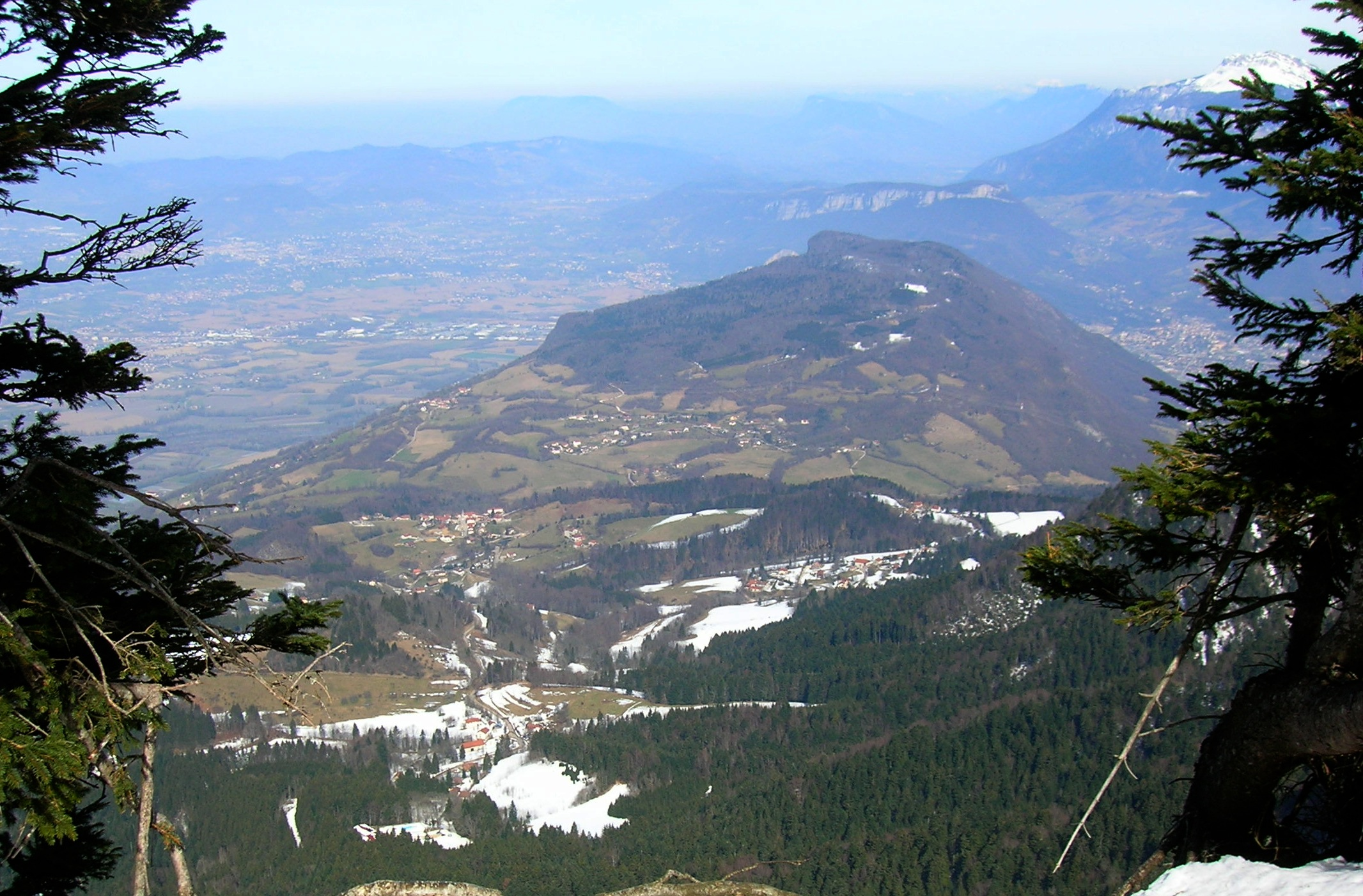
Montaud depuis le Bec de l'Orient
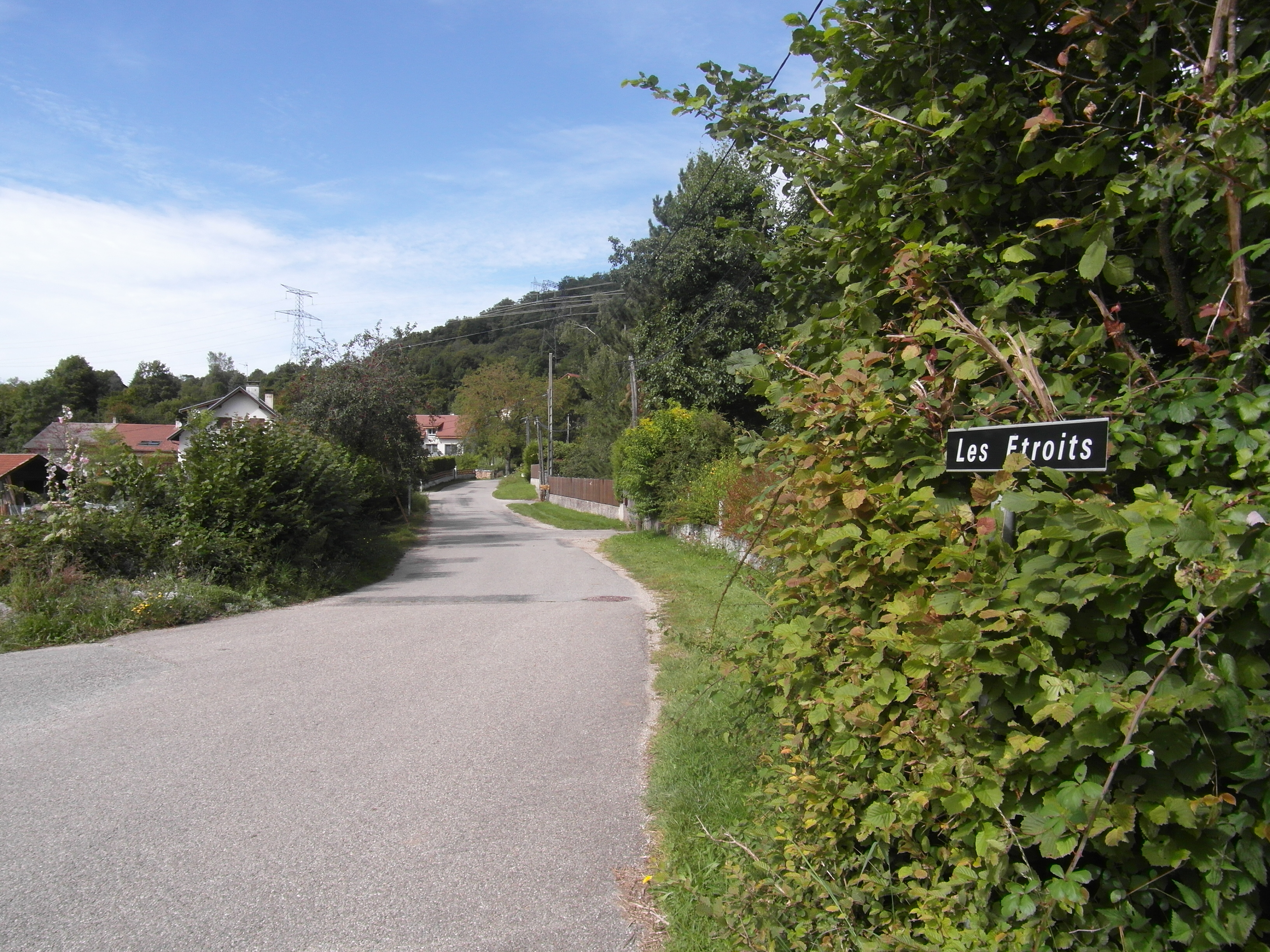
Hameau des Etroits
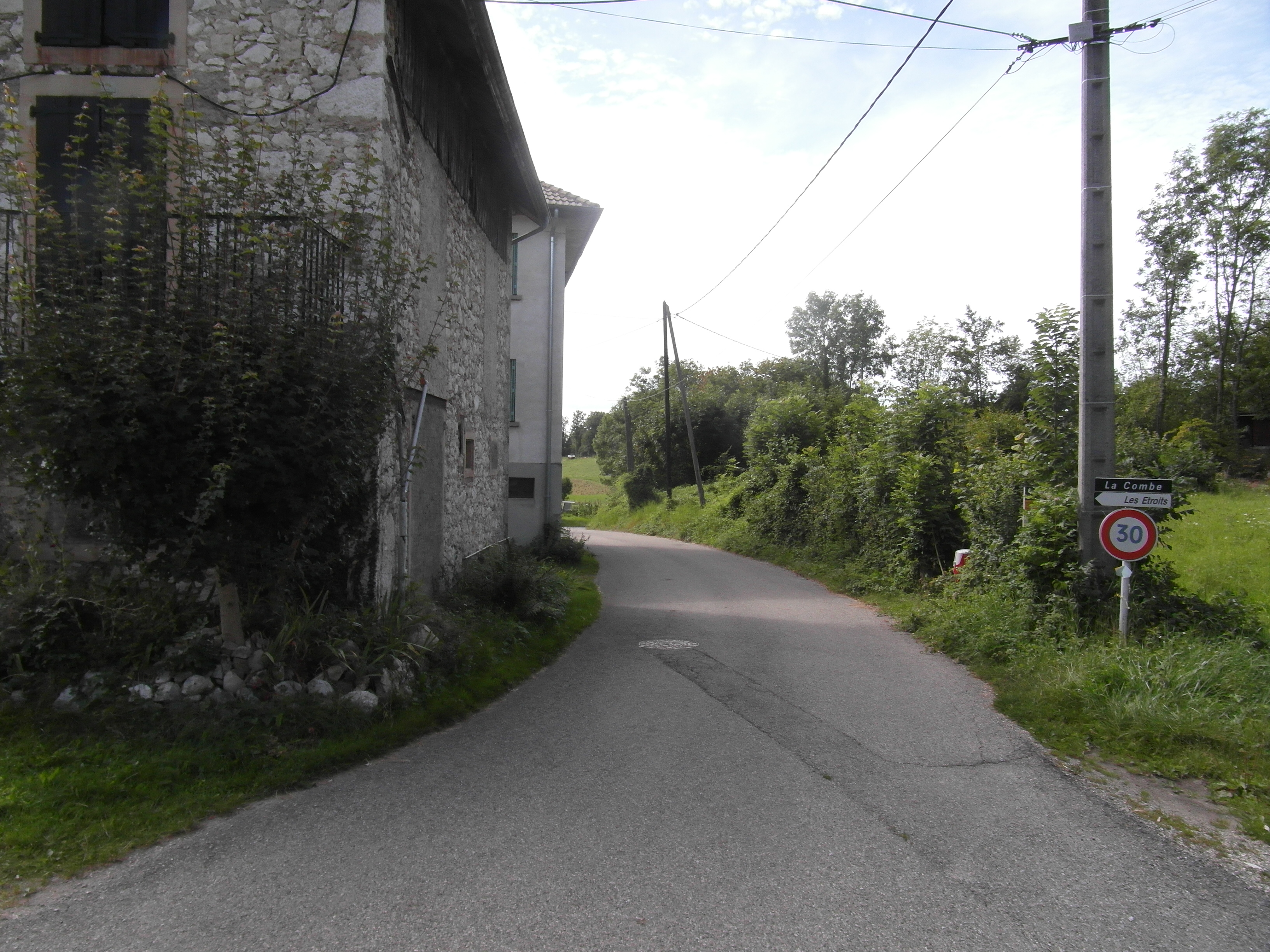
Hameau de La Combe
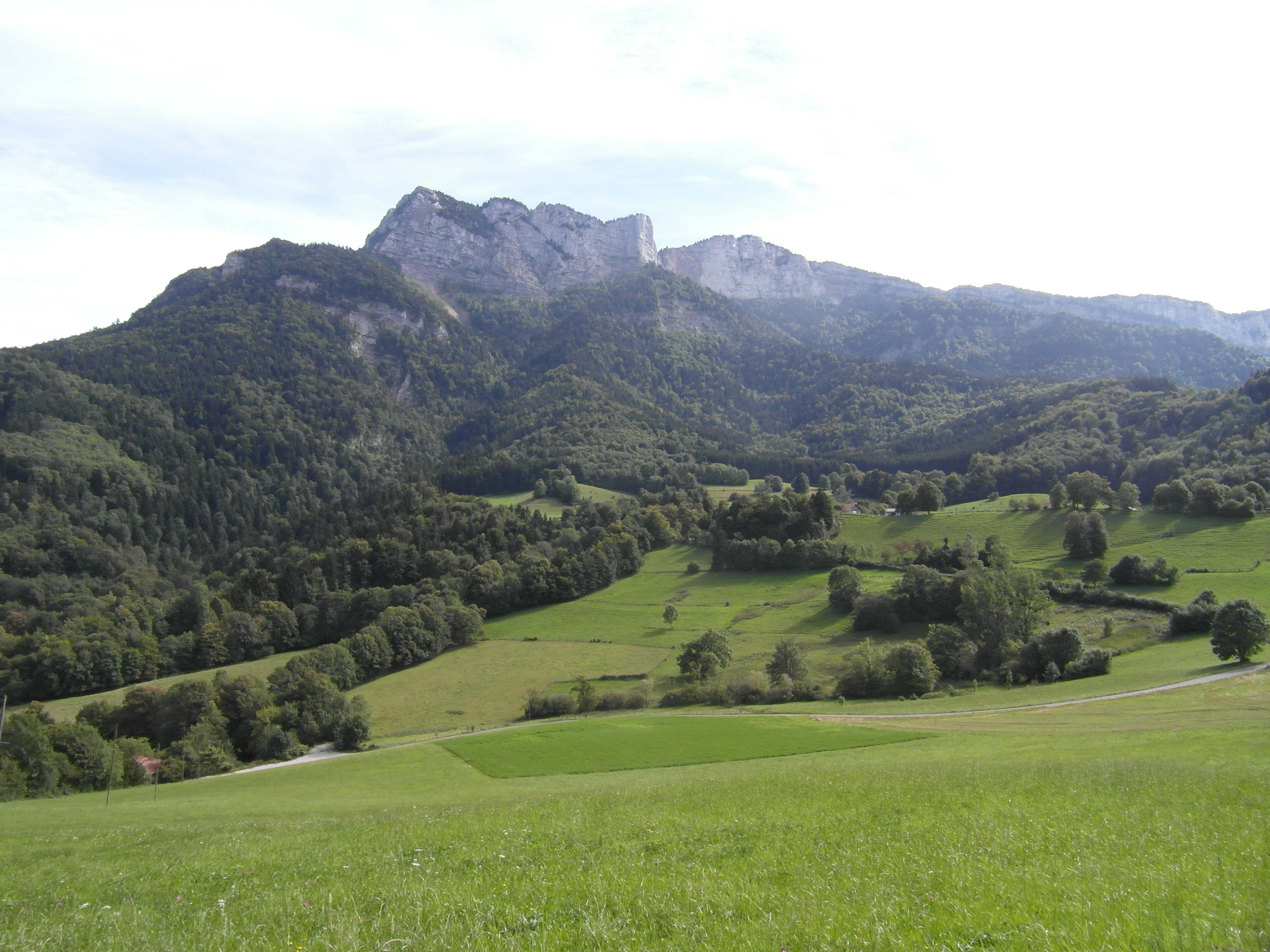
La Buffe vue de la Combe
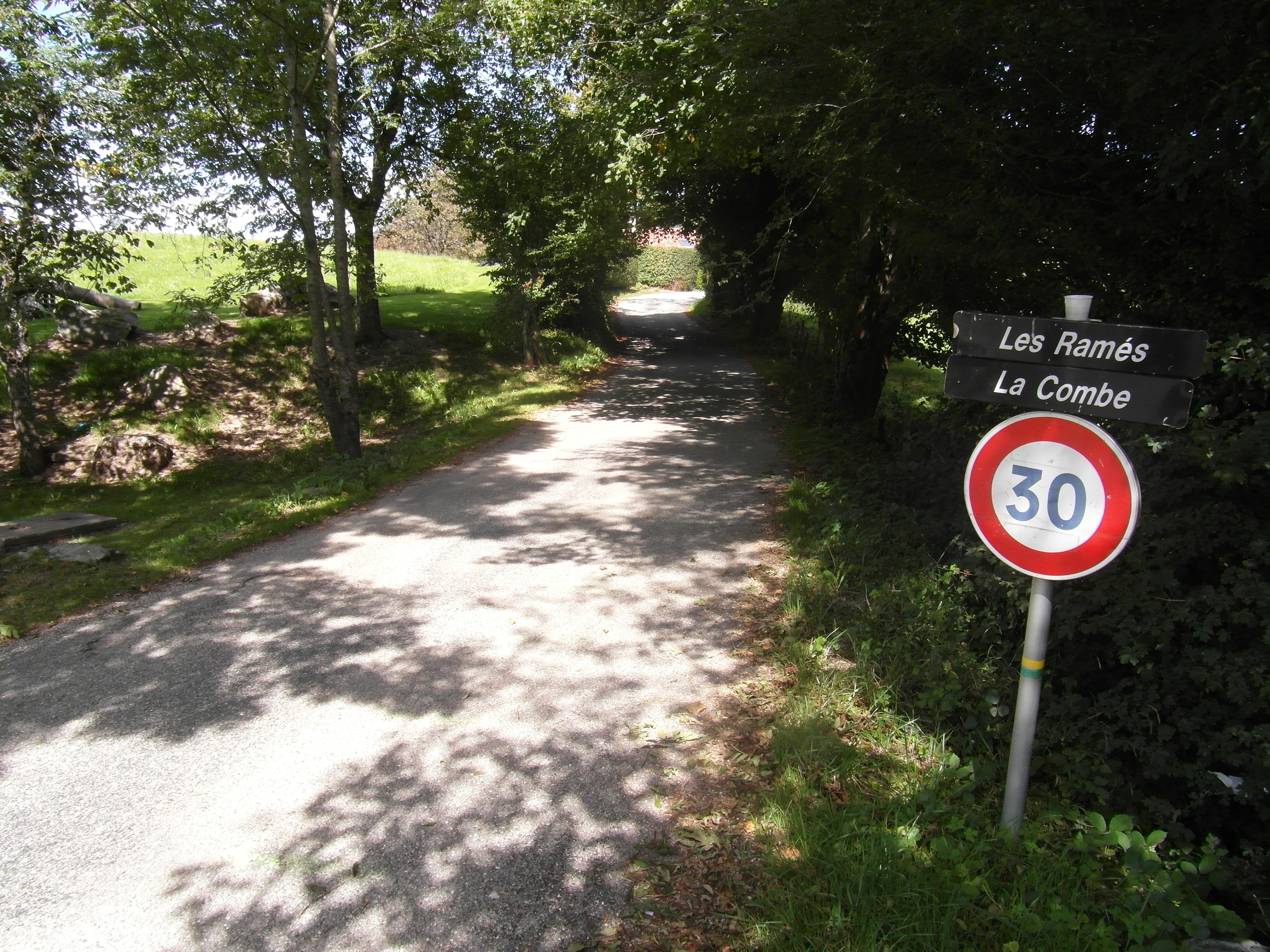
route de la combe depuis la ramée
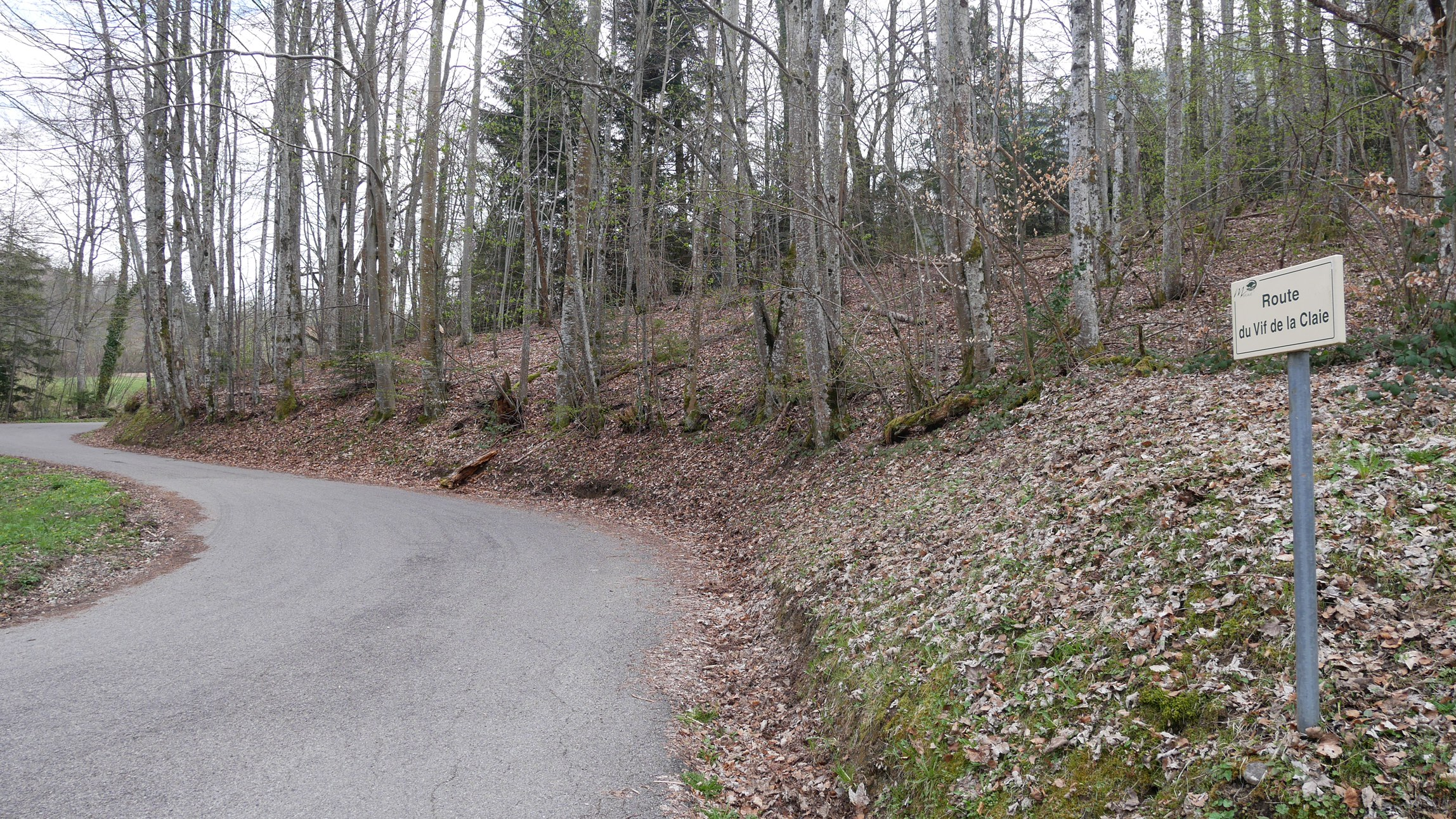
Hameau du Vif de la Claie

### Risques naturels
Selon la Préfecture de L'Isère, le territoire communal peut présenter les risques naturels suivants :
- Inondations en pied de versant (accumulation et stagnation dans une zone fermée par un obstacle)
- Crues des torrents et ruisseaux torrentiels
- Ruissellement sur versant (divagation des eaux météorologiques)
- Glissement de terrain - Coulées boueuses
- Chute de pierres, blocs et autres éléments rocheux
- Gonflement des sols argileux
- Avalanche (écoulement de neige au niveau des falaises)

#### Risques sismiques
L'ensemble du territoire de la commune de Montaud est entièrement situé dans une zone de sismicité moyenne (en terminologie spécialisée, on évoque une zone de sismicité 4, sur une échelle de 1 à 5).
| Type de zone | Niveau            | Définitions (bâtiment à risque normal) |
| ------------ | ----------------- | -------------------------------------- |
| Zone 4       | Sismicité moyenne | accélération = 1,6 m/s2                |

## Histoire

### Préhistoire et Antiquité

#### La Préhistoire

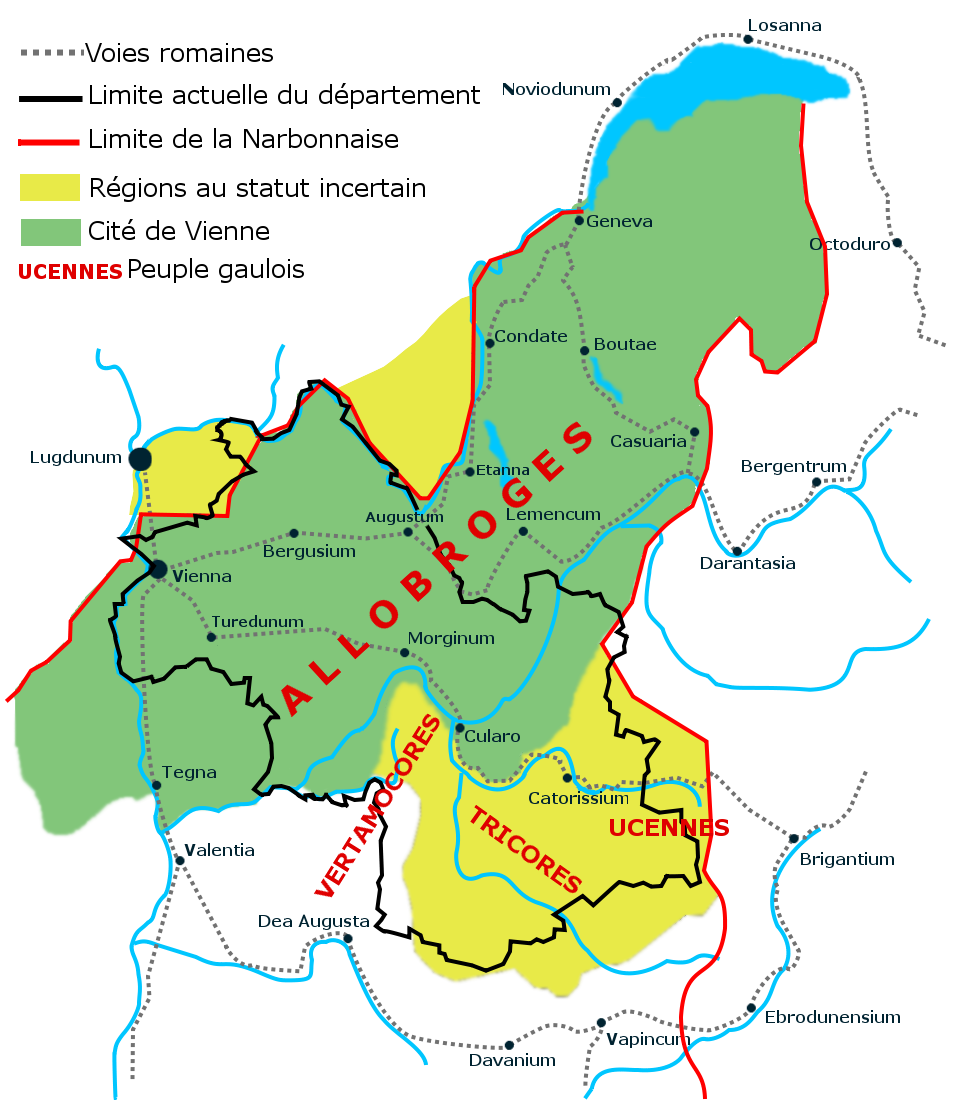
Territoire des Allobroges

Bien que servant depuis des millénaires de voie de passage aux hommes voulant rejoindre la cluse de Voreppe par la rive gauche de l'Isère, le site de Montaud ne connut pas d'installations durables à l'époque préhistorique et du moins, ils n'en laissèrent aucune trace. Cependant certains vestiges de civilisations anciennes de la période finale du bronze furent découverts lors de fouilles effectuées dans les grottes de l'Echaillon sur le territoire de la commune de Saint-Quentin-sur-Isère mais non loin du territoire montaudin actuel.

#### L'Antiquité
Le site de Montaud, dominant la pointe nord de la courbe de l'Isère se situait donc à la limite du territoire des Allobroges, ensemble de tribu gauloise occupant l'ancienne Savoie, le nord et le centre du Dauphiné.
Le plateau du Vercors était, quant à lui, occupé par la tribu des Vertamocores, peuple celtique associé à celui des Voconces mais ils n'ont laissé aucune trace archéologique sur le territoire montaudain.
- L'énigme Hannibal

Hannibal et ses 27 éléphants franchissant le Rhône en 218 av. J.-C. (Henri Motte, 1878)

Certains historiens, dont l'académicien et historien militaire Paul Azan, évoquent la possibilité que le grand général et stratège carthaginois Hannibal Barca ait pu passer par Montaud avant de traverser les Alpes, partir à la conquête de la péninsule Italienne et ainsi rencontrer les troupes de l'Empire romain qu'il vainquit par deux fois au lac de Trasimène et à Cannes (Italie).
Le scientifique, docteur en médecine et archéologue amateur français Marc-Antoine de Lavis-Trafford (1880-1960), installé à Bramans dans la vallée de la Haute-Maurienne, a notamment défendu la thèse du passage du général Hannibal Barca, de ses troupes, fantassins, cavaliers et ses célèbres éléphants par la basse vallée de l'Isère et donc par le site de Montaud, non encore édifié, mais seul accès possible pour ne pas entraîner les pachydermes dans les marais du bec de l'Echaillon impraticable jusqu'à une époque récente. Le Dr Lavis-Trafford fit effectuer des fouilles dans les environs immédiats du bourg de Montaud, mais elles ne donnèrent aucun résultat probant.
Aucune source archéologique (armes, ossements) n'ayant encore été découverte à Montaud et ses environs, rien ne peut étayer cette hypothèse séduisante, ni l'infirmer, d'ailleurs. La thèse reste donc, jusqu'à présent, recevable.
Un site web bien documenté présentent les différentes hypothèses, ainsi que les textes originaux (traduits) de Tite-Live et de Polybe sur la question.

### Du Moyen Âge à la Révolution
La motte castrale  du Xe ou XIe siècle, au sommet d'un relief naturel en position stratégique, était probablement une tour de guet entourée par une palissade en bois, qui permettait de surveiller l'importante voie entre Saint-Quentin et Veurey, passage obligé sur la rive gauche de l'Isère. Elle est dite aussi fort des Sarrazins ou fort moresque : la tradition locale lui attribue le rôle d'abri de Sarrasins, ce qui n'a pas été prouvé.
Le Cartulaire de saint Hugues (ou cartulaire de la cathédrale de Grenoble) publié par Jules Marion nous informe qu’au XIIe siècle, il existait déjà sur « la montagne du lieu de Saint Quentin », la chapelle (capella Beate Marie Magdalenes), qui est unie la cure de la paroisse de Saint-Quentin et qui) se trouve dans le col tendant à aller à Veurey » (donc à Montaud).
Jusqu'au milieu du XVIIe siècle, Montaud n'était qu'un secteur du village de Saint-Quentin-sur-Isère, un gros hameau situé en altitude sur la route de Veurey. Le 11 mai 1655, la paroisse de Montaud s'érige en communauté distincte entrainant une scission avec la paroisse de Saint-Quentin.
Cependant, le 30 janvier 1790, pour des raisons administratives, les Montaudins demandèrent d'être réunis à la nouvelle commune Saint-Quentin créée lors la Révolution française. Cette union devint effective le lendemain.

### Du Premier Empire à laIIIeRépublique
Dès la première année du XIXe siècle, la communauté de Montaud redevint officiellement une commune distincte par le fait d’un arrêté du 9 brumaire an X. Au début du Premier Empire le territoire communal héberge environ 500 habitants.
En 1859, la commune de Montaud est rattachée au nouveau canton dont la commune de Voreppe a sollicité la création, canton auquel l’administration veut également rattacher également Saint-Quentin aux dépens du canton de Tullins, mais le projet sera abandonné, la commune reste définitivement dans le canton de Tullins.

### LeXXesiècleet leXXIesiècle
- Le XXe siècle

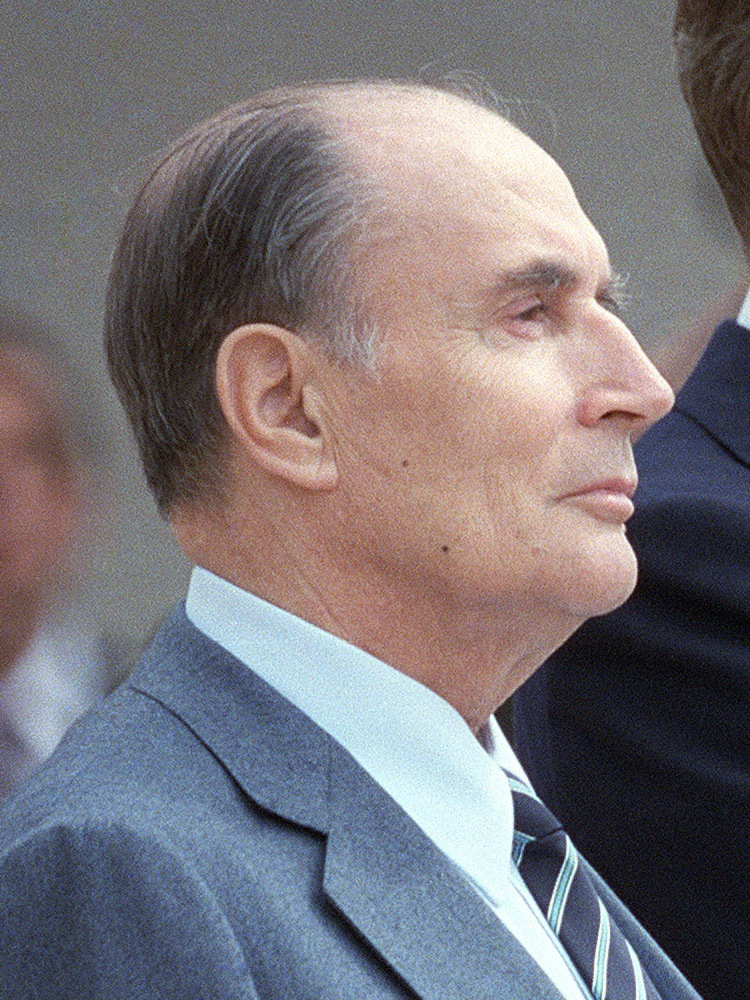
François Mitterrand se rendra sur le territoire de Montaud lors d'une étape du Tour de France 1985

Montaud, commune séparée de la plus grande partie du nord du plateau du Vercors (secteur dit des "Quatre Montagnes"), redevient, à l'occasion des Jeux olympiques d'hiver de 1968, un territoire de passage, mais pour une courte période.
- Tunnel du Mortier
Le 30 septembre 1967, le conseil général de l'Isère ouvre à la circulation le tunnel de Mortier, créant ainsi une liaison directe entre Tullins, Voiron et Autrans. Cette route (départementale D 218) est la 3e voie de communication routière pour rejoindre les sites olympiques d'Autrans et de Villard-de-Lans, depuis l'autoroute Lyon-Grenoble A48 (après la route Sassenage-Lans-en-Vercors et la route Seyssinet-Pariset-Saint-Nizier-du-Moucherotte.
Le tunnel a été élaboré et construit dans la précipitation faisant qu'il sera victime de plusieurs éboulements majeurs. Un premier éboulement seulement trois ans après son ouverture, le 30 janvier 1971, qui laissera l'axe fermé durant un an, rouvrant seulement le 5 octobre 1972[réf. nécessaire].
Le 20 avril 1992, un deuxième effondrement estimé se produisit sous le sommet de la Buffe emportant la route sur cent mètres environ. Depuis cette date, cette voie de circulation reste fermée à la circulation à la hauteur du hameau des Coings et la commune de Montaud se retrouve de nouveau séparée du reste du plateau du Vercors.
Cependant, bien que le tunnel soit devenu impraticable pour le passage en voiture, la route y menant reste accessible et plutôt active. En effet, cette route a été aujourd'hui reprise par les cyclistes, des randonneurs ou encore des personnes voulant seulement se balader dans les hauteurs de Montaud. Les cyclistes peuvent profiter d'une longue route où il n'y quasiment aucune voiture et d'un dénivelé d'environ 200 m depuis le dernier hameau de Montaud. Les randonneurs eux auront accès à différents départs de randonnées depuis cette route. De même, cette route permettra aux parapentistes d'accéder au départ de parapentes de Montaud.
C'est à l'occasion du passage du Tour de France dans le Vercors, lors de l'étape entre Morzine et Lans-en-Vercors, le 10 juillet 1985 que François Mitterrand, alors Président de la République française viendra saluer, encourager et même photographier les coureurs cyclistes en faisant poser l'hélicoptère présidentiel sur le territoire de la commune de Montaud. Il rendra ensuite visite au village martyr de la Seconde Guerre mondiale de Valchevrière situé sur le territoire de Villard-de-Lans.

## Politique et administration

### Maire et conseil municipal
Le conseil municipal de Montaud est composé de quinze Membres. Monsieur Colin est le maire de la commune de Montaud depuis 2020. Les adjoints du maire siégeant au conseil municipal sont au nombre de  quatre et 10 autres conseillers municipaux siège dans cette assemblée locale.

### Liste des maires

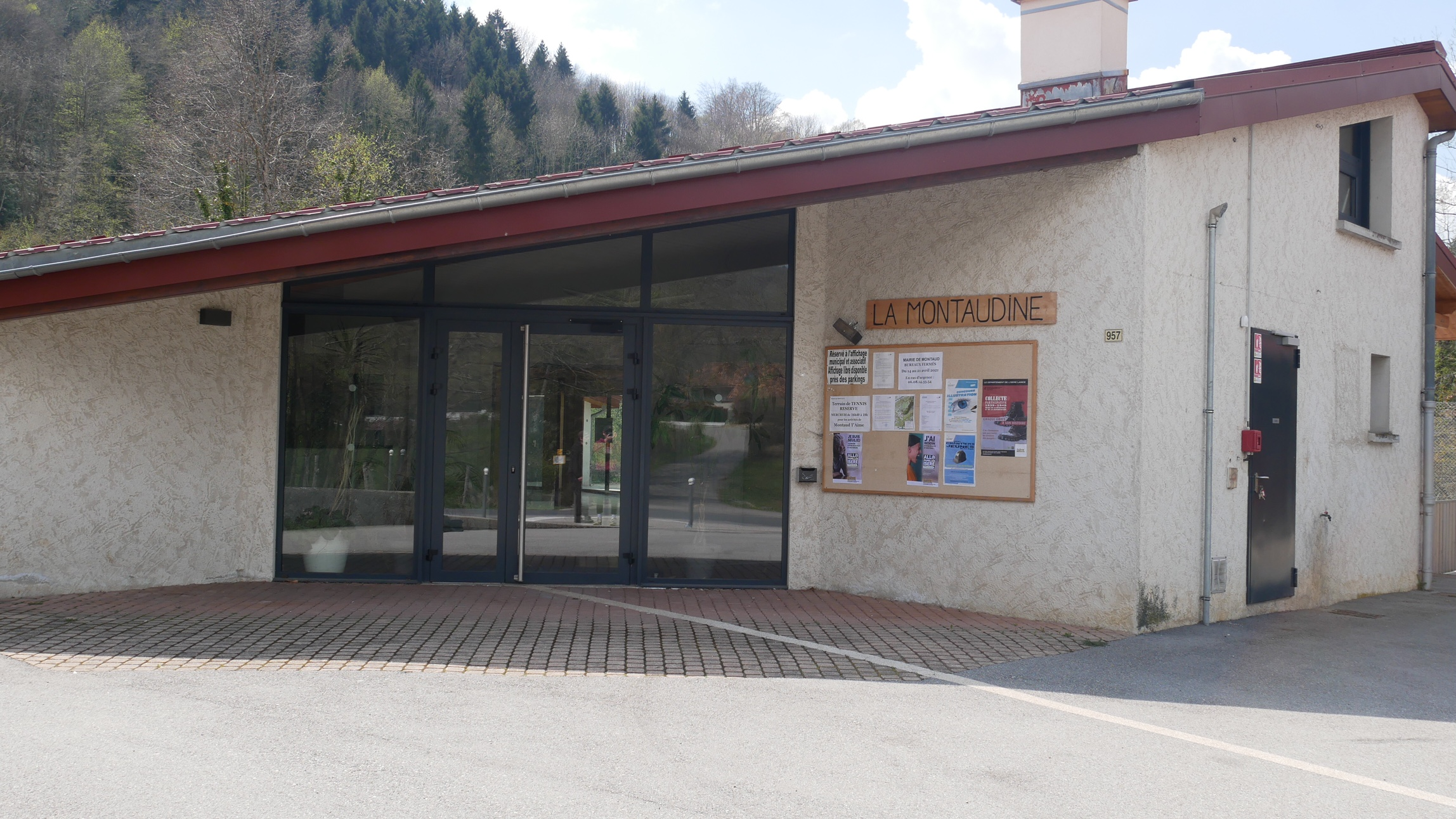
Salle des fêtes de Montaud

| Période                                  | Période  | Identité           | Étiquette | Qualité          |
| ---------------------------------------- | -------- | ------------------ | --------- | ---------------- |
| Les données manquantes sont à compléter. |          |                    |           |                  |
| mars 1965                                | 2001     | Henri Coing-Roy    |           |                  |
| mars 2001                                | 2004     | François Belle     |           |                  |
| mars 2004                                | 2008     | Alain Blanc-Paques |           |                  |
| mars 2008                                | 2020     | Pascale Poblet     | SE        | Cadre supérieure |
| 2020                                     | En cours | Francis Colin      |           |                  |

### Services Publics

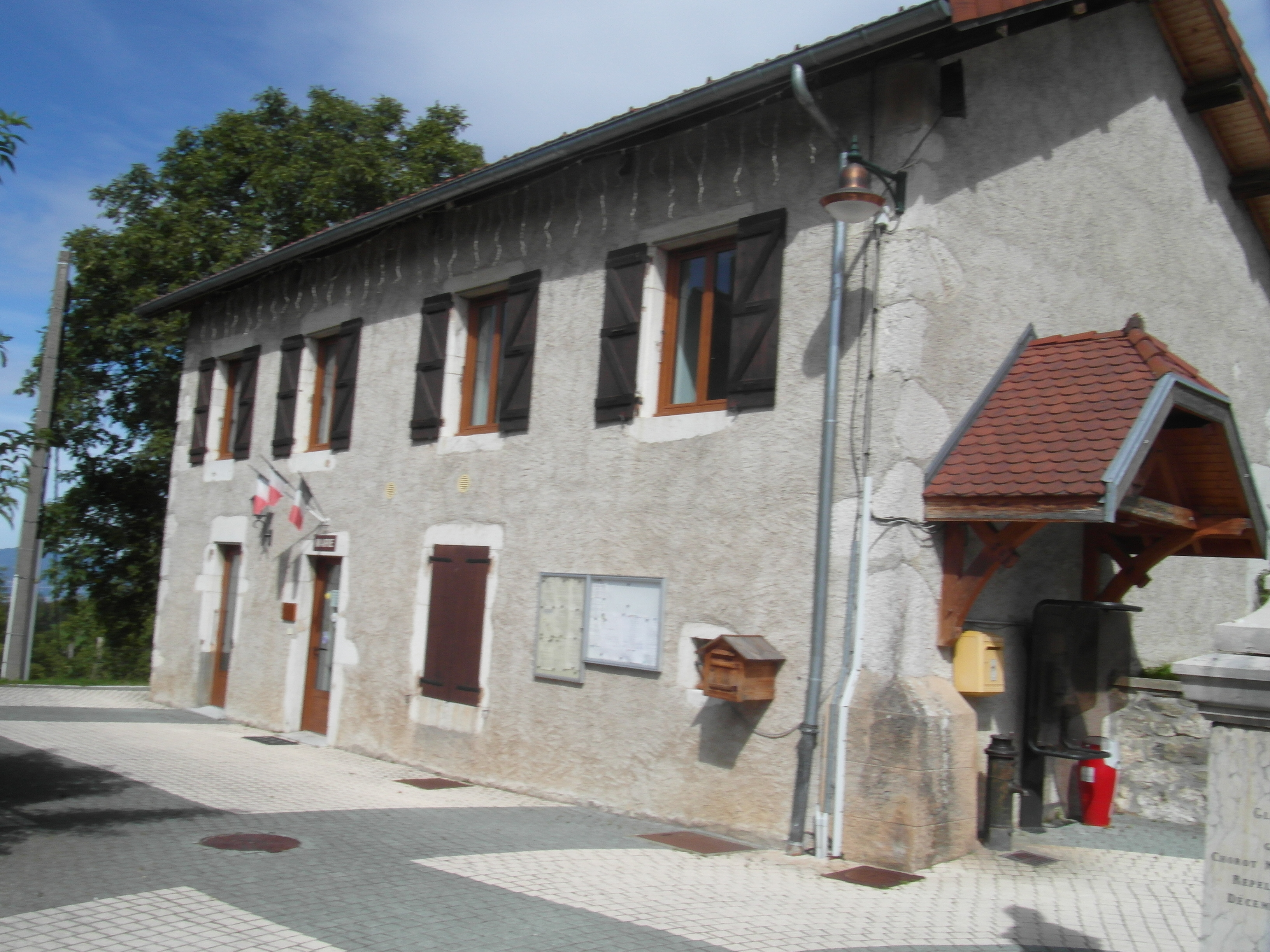
Mairie de Montaud

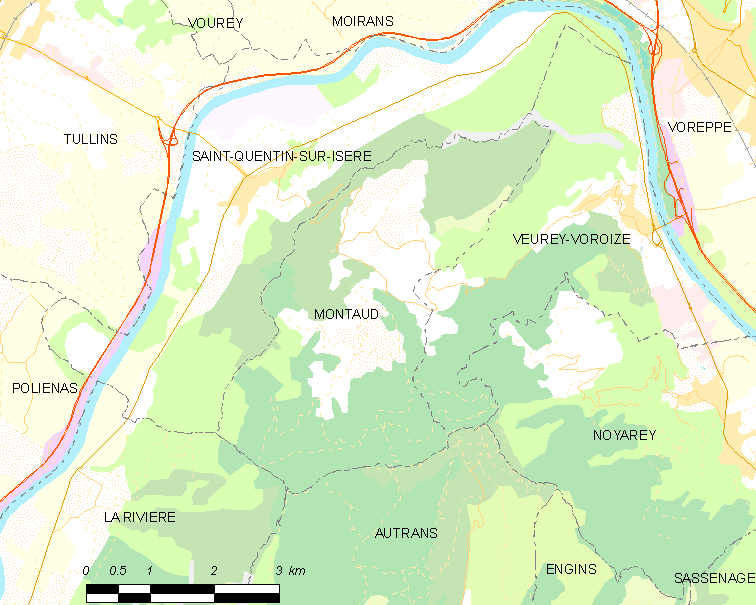
Carte de Montaud et du Nord Vercors

Tous situés dans le bourg, la commune dispose des services suivants :
- une mairie et ses différents bureaux, située au centre du bourg, près de l'église Sainte-Marie-Madeleine.
- une salle des fêtes
- une structure multi-accueil pour les enfants (EAJE) dénommé Montaud'Ubohu[32]

## Population et société

### Démographie
L'évolution du nombre d'habitants est connue à travers les recensements de la population effectués dans la commune depuis 1793. Pour les communes de moins de 10 000 habitants, une enquête de recensement portant sur toute la population est réalisée tous les cinq ans, les populations de référence des années intermédiaires étant quant à elles estimées par interpolation ou extrapolation. Pour la commune, le premier recensement exhaustif entrant dans le cadre du nouveau dispositif a été réalisé en 2004.

En 2022, la commune comptait 529 habitants, en évolution de −4,17 % par rapport à 2016 (Isère : +3,07 %, France hors Mayotte : +2,11 %).
| 1793 | 1800 | 1806 | 1821 | 1831 | 1836 | 1841 | 1846 | 1851 |
| ---- | ---- | ---- | ---- | ---- | ---- | ---- | ---- | ---- |
| 420  | 453  | 494  | 512  | 592  | 595  | 592  | 586  | 571  |

| 1856 | 1861 | 1866 | 1872 | 1876 | 1881 | 1886 | 1891 | 1896 |
| ---- | ---- | ---- | ---- | ---- | ---- | ---- | ---- | ---- |
| 507  | 484  | 473  | 420  | 426  | 402  | 395  | 348  | 365  |

| 1901 | 1906 | 1911 | 1921 | 1926 | 1931 | 1936 | 1946 | 1954 |
| ---- | ---- | ---- | ---- | ---- | ---- | ---- | ---- | ---- |
| 333  | 337  | 332  | 296  | 275  | 251  | 231  | 227  | 207  |

| 1962 | 1968 | 1975 | 1982 | 1990 | 1999 | 2004 | 2006 | 2009 |
| ---- | ---- | ---- | ---- | ---- | ---- | ---- | ---- | ---- |
| 191  | 179  | 171  | 254  | 308  | 383  | 507  | 543  | 528  |

| 2014 | 2019 | 2022 | - | - | - | - | - | - |
| ---- | ---- | ---- | - | - | - | - | - | - |
| 537  | 524  | 529  | - | - | - | - | - | - |

### Enseignement

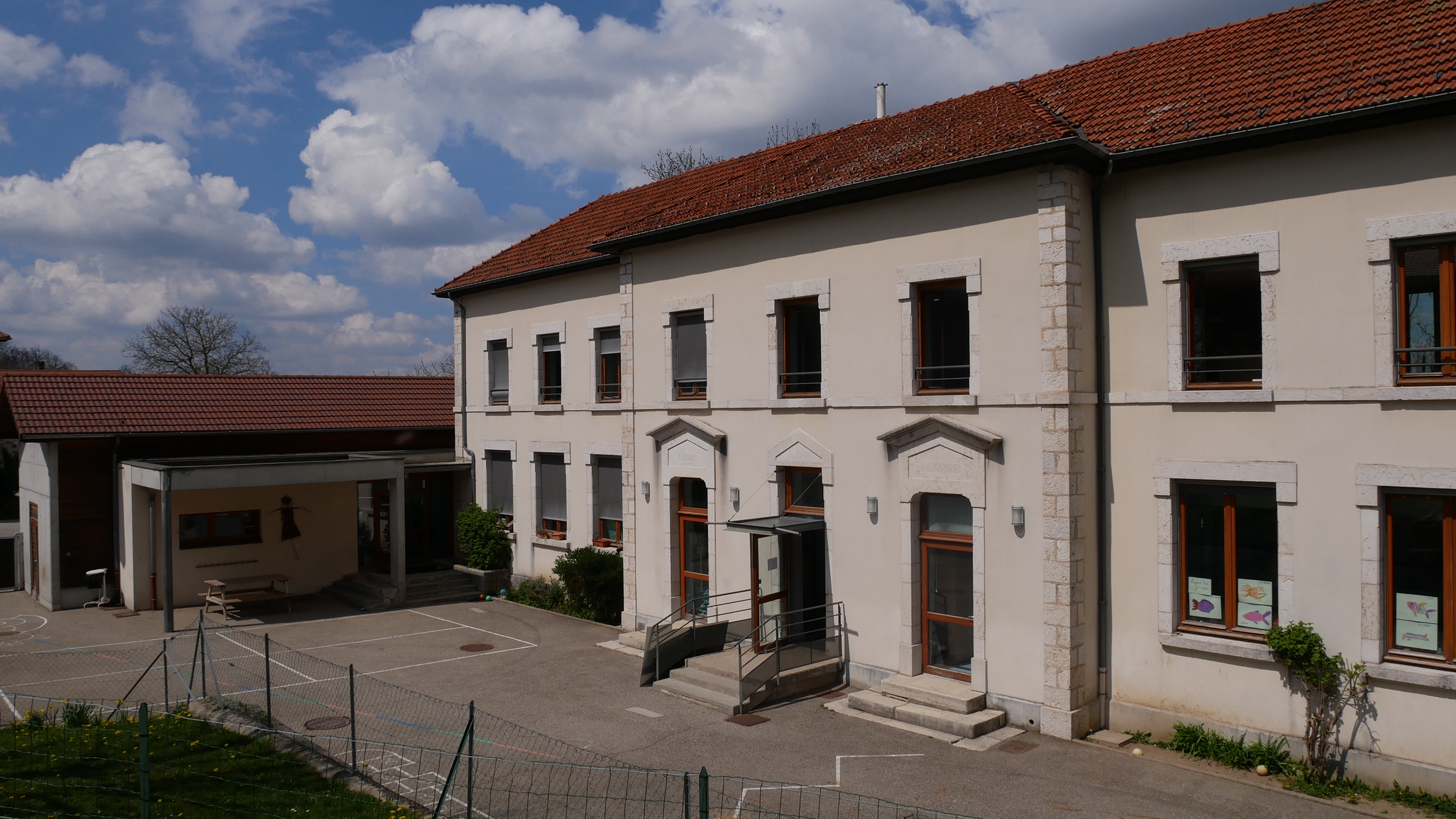
École primaire de Montaud

Rattachée à l'académie de Grenoble, la commune héberge un établissement scolaire, l'école primaire de Montaud située non loin du bourg central. Depuis la rentrée 2010, celle-ci regroupe trois classes, de la maternelle petite section jusqu’au CM2
Les élèves du secondaire (collège) sont scolarisés dans des établissements situés dans d'autres communes, notamment à Tullins, ville du bureau centralisateur du canton dont dépend Montaud.

### Équipement sportif

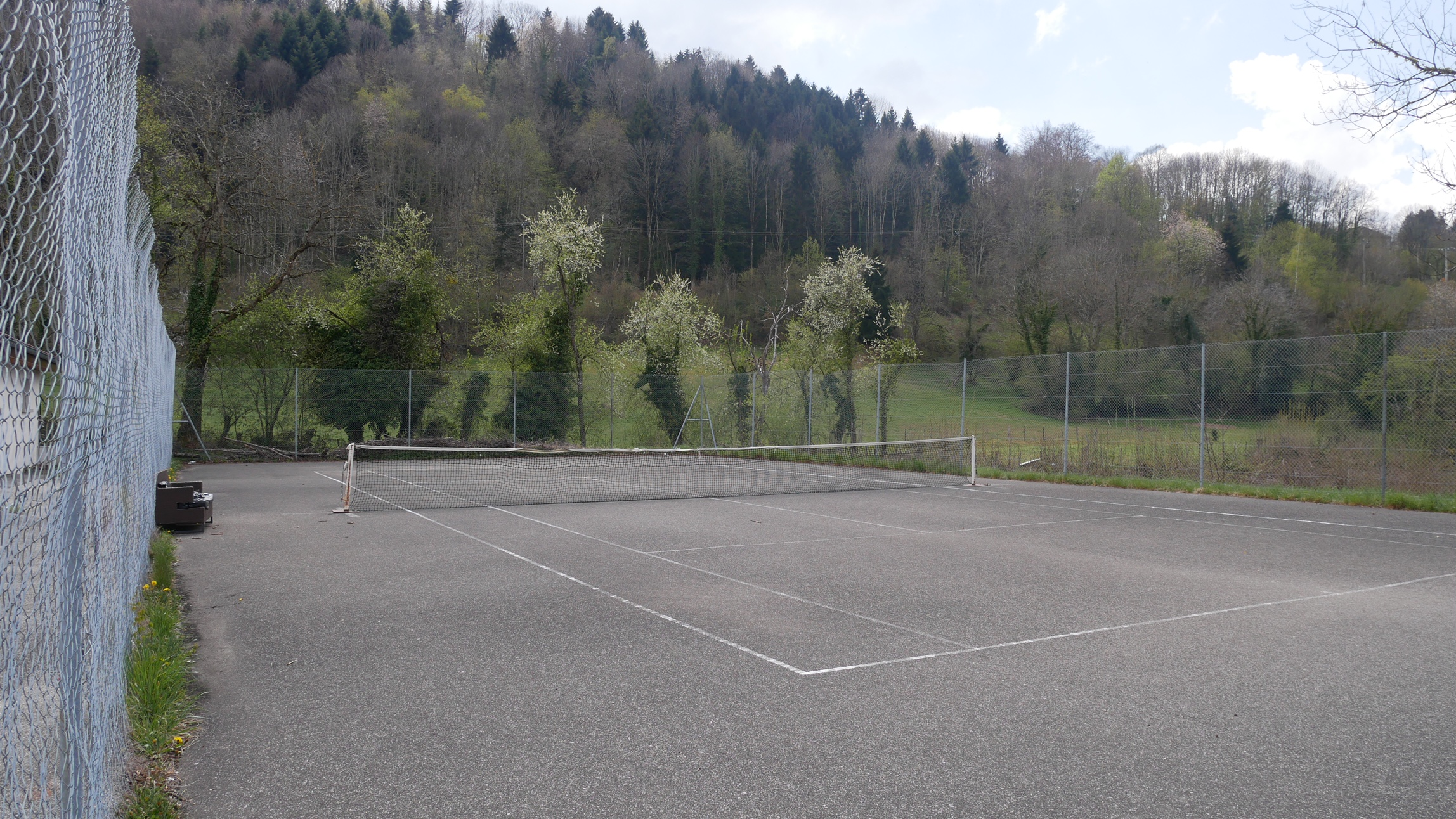
Terrain de Tennis de Montaud

Plusieurs équipements :
- Une salle de gymnastique,
- Un terrain de tennis communal,
- Un mini terrain de football.

### Médias
Ici Isère est la radio publique qui émet sur son territoire ainsi que dans tout le département de l'Isère.

## Culture et patrimoine

### Patrimoine d'architecture locale

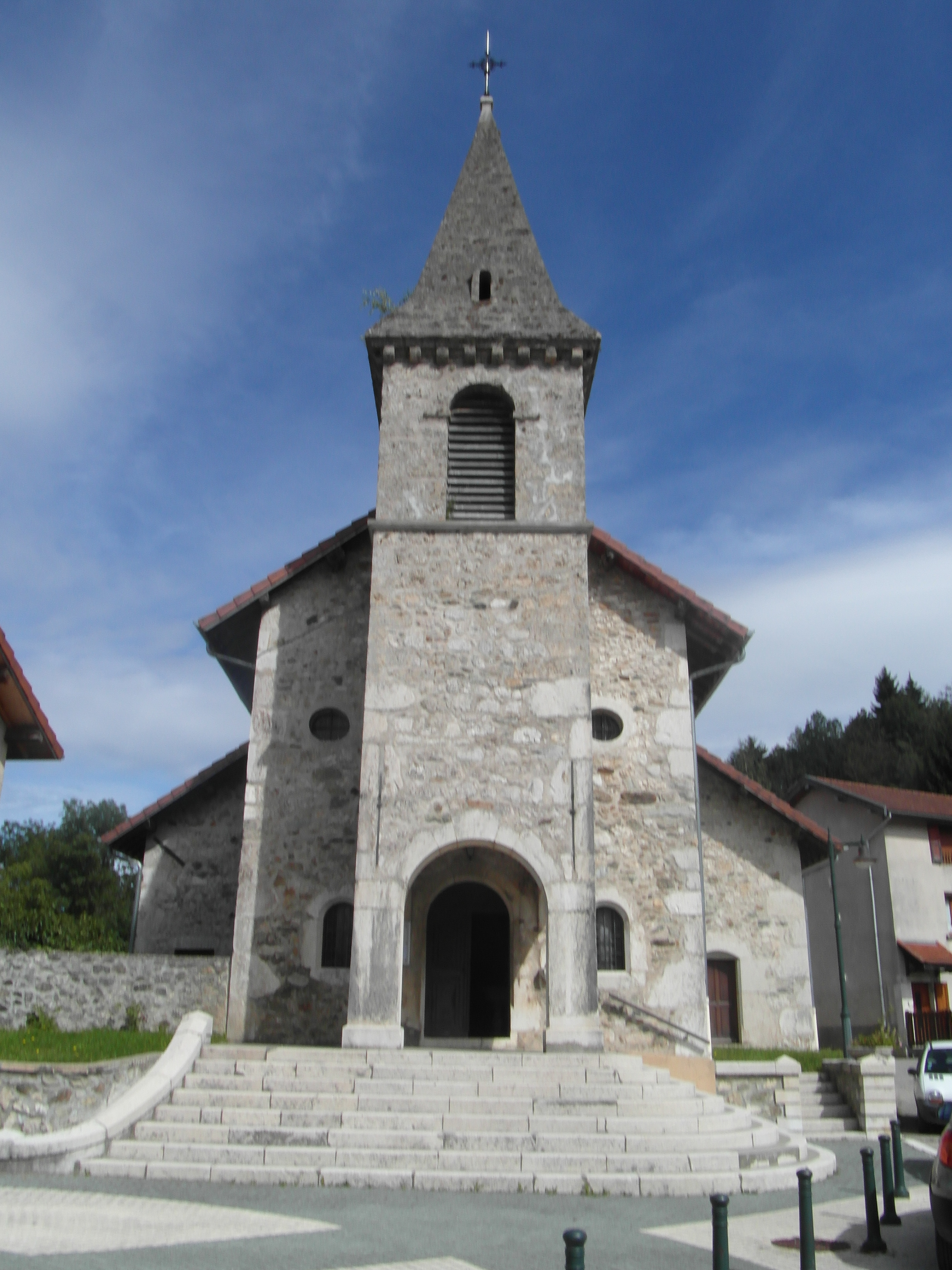
Église de Montaud

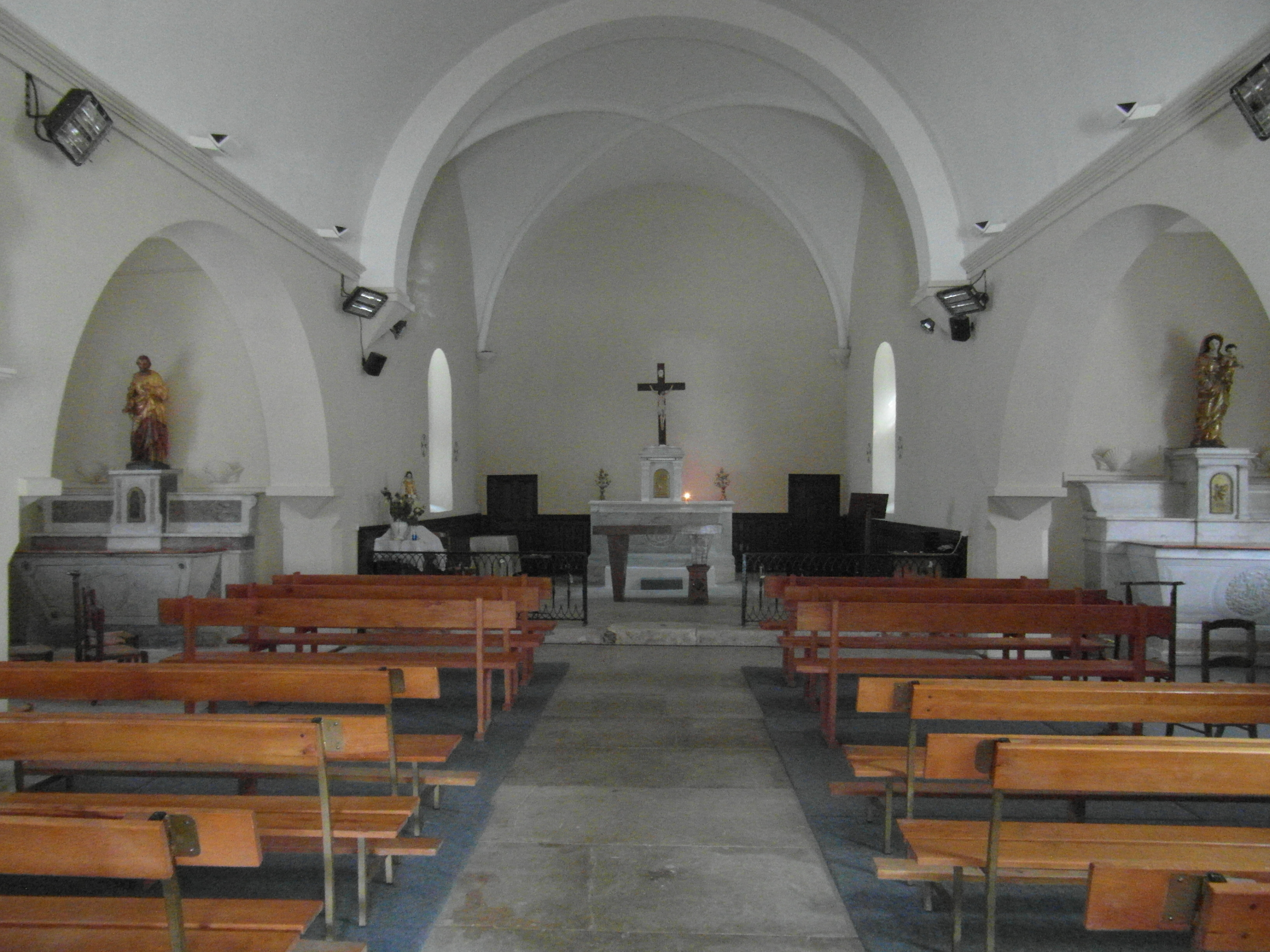
Intérieur de l'église de Montaud

- Fort des Sarrazins

La dangerosité des zones fangeuses qui bordent l'Isère, après le village de Saint-Quentin-sur-Isère au niveau du Bec de l'Echaillon imposa à la voie Valence-Grenoble de contourner cette pointe rocheuse qui marque la limite extrême du Vercors au nord par un itinéraire qui suivait d'abord le sillon du ruisseau des gorges depuis Saint-Quentin, pour ensuite monter jusqu'à Montaud, puis par l'Eygalen et rejoignait Ezy pour ensuite redescendre dans la vallée de l'Isère.
Afin de contrôler ce passage durant le Haut Moyen Âge, les autorités du lieu firent construire un petit poste (motte castrale) que la tradition appela ensuite « Fort des Sarrasins ». Cette construction en bois du Xe siècle ou du début du XIe siècle ne resta pas présente au-delà de sa période d'utilité,.
- Église Sainte-Marie-Madeleine

L'église paroissiale, située sur la place centrale du village, juste à côté de la mairie, est dédiée à Sainte-Marie-Madeleine.
Sa construction a débuté en 1660 pour se  terminer en 1679, l'église a bénéficié d'un agrandissement entre 1817 et 1837 par l'ajout de deux chapelles latérales.
- Notre-Dame-des-Sommets

Emile Néraud, ancien missionnaire en Afrique fut nommé curé de Montaud entre 1950 et 1953. À cette occasion, il fut l'initiateur et le promoteur de l'installation de la statue de Notre-Dame-des-Sommets qui domine du haut de sa colline la place du village et son église situées une trentaine de mètres en contrebas.

### Patrimoine et tradition orales
Le patois du Plateau de Montaud

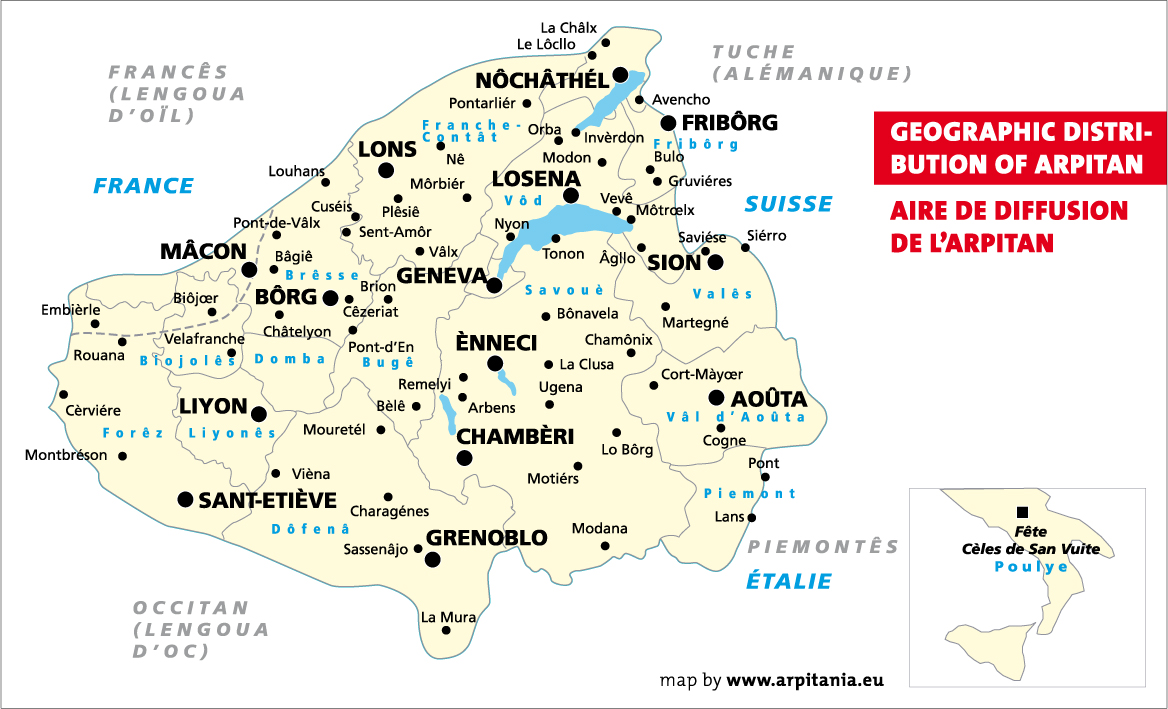
Aire linguistique francoprovençale

Le territoire de la commune et de son canton, se situe au nord-ouest de Grenoble, dans la zone des patois dauphinois, laquelle appartient au domaine des langues dites franco-provençales ou arpitanes au même titre que les patois  savoyards, vaudois, Valdôtains, bressans et foréziens. (voir carte)
L'idée du terme franco-provençal attribuée à cette langue régionale parlée dans la quart de la France du Centre-Est différente du français, dit langue d'oil et de l'occitan, dit langue d'oc est l'œuvre du linguiste et patriote italien Graziadio Isaia Ascoli en 1873 qui en a identifié les caractéristiques.
Les contes locaux et légendes du plateau de Montaud

Il existe encore quelques ouvrages qui relatent les contes et les légendes du Vercors, y compris pour le pays des Quatre-Montagnes et le plateau de Montaud.
Le plus connu, un ouvrage notable, fruit d'une recherche importante, a été écrit par Charles Joisten (1936-1981), ancien  conservateur du Musée dauphinois du conseil général de l'Isère situé à Grenoble et qui relate, parmi les autres légendes, le bestiaire fantastique et les légendes du secteur de Montaud, avec notamment :
- La grotte des fées (lieu-dit "Pierre taillée", aux Balmes)
- L'esprit domestique dit le "morillé"
- Le serpent géant du plateau de bois vert (au-dessus du bec de l'Echallon)

### Patrimoine naturel et biodiversité

#### Faune terrestre

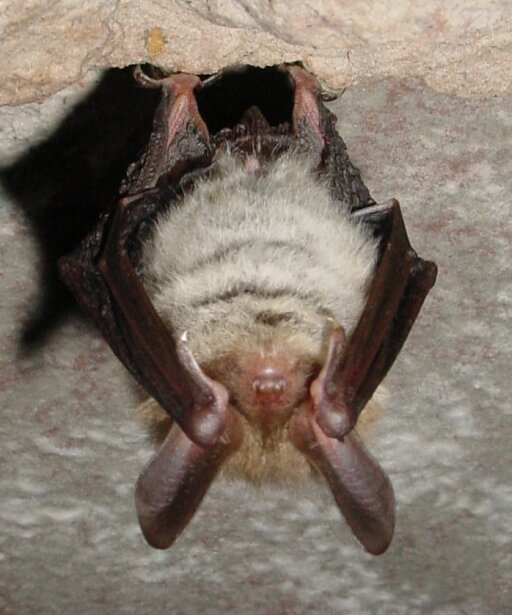
Chauve-souris type Vespertilion

Montaud, petite commune rurale du Vercors abrite, sur son territoire, une faune variée correspondant à l'étage montagnard de végétation (de 900 à 1 600 m d'altitude) du massif  et des influences climatiques qui lui sont propres. Il existe, plus spécifiquement sur ce territoire, une faune spécifique des falaises et des grottes.
Du fait de l'existence de nombreuses grottes, de cavités, de cavernes, de scialets et de granges abandonnées, le territoire des communes du plateaux (et pour lequel le territoire de Montaud ne fait pas exception) héberge différentes espèces de chiroptera dont la Vespère de Savi, l'oreillard, le vespertilion à moustaches, le vespertilion à oreilles échancrées, la sérotine de Nilsson, le murin de Brandt. Il est extrêmement rares de rencontrer des chauve-souris, car leur reproduction reste limitée (un petit par an). Elles ne sont ni nocives, ni nuisibles, ni dangereuses.

#### Faune aviaire
Des oiseaux (dont un grand nombre de rapaces), tels que la buse variable, la chouette hulotte, le rouge-queue noir et quelquefois le Gypaète barbu, réintroduit récemment dans l'ensemble du parc régional du Vercors.
D'autres oiseaux endémiques du secteur ont été répertoriés : milan noir, coucou gris, gélinotte des bois, merle noir, grive musicienne, fauvette à tête noire, roitelet huppé, mésange huppée, mésange à longue queue, mésange charbonnière, geai des chênes, grand corbeau et corneille noire mantelée.

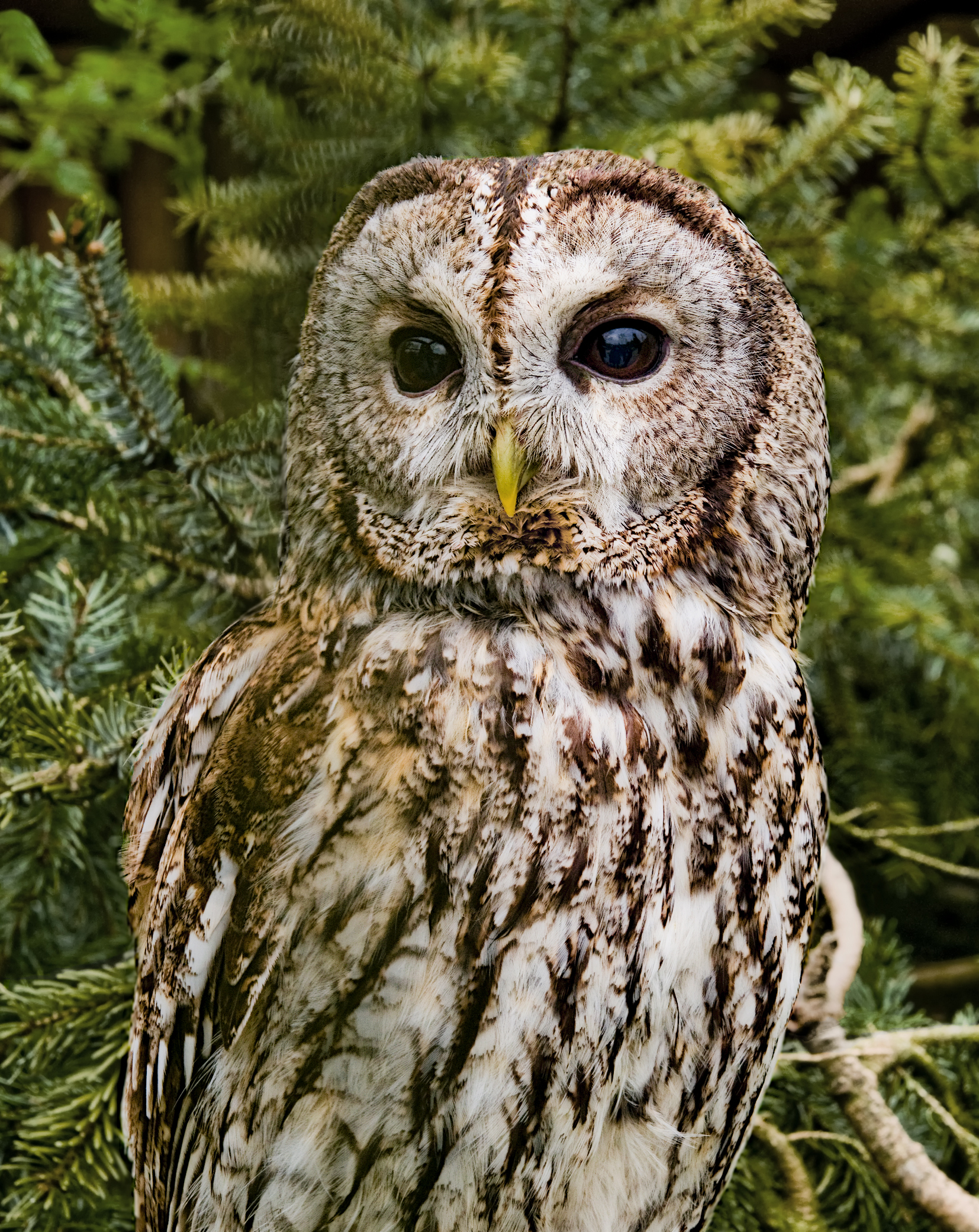
chouette hulotte
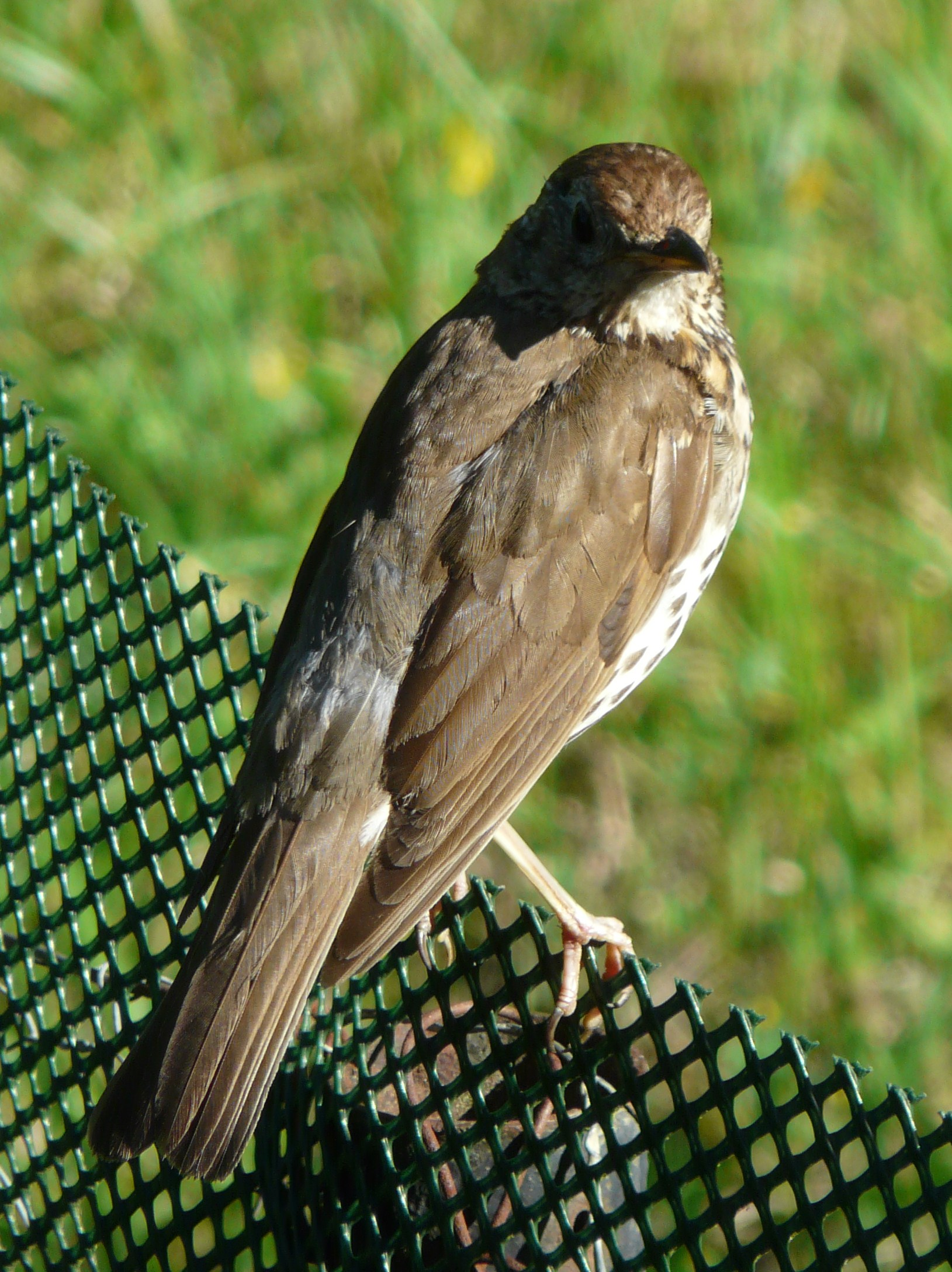
Grive musicienne
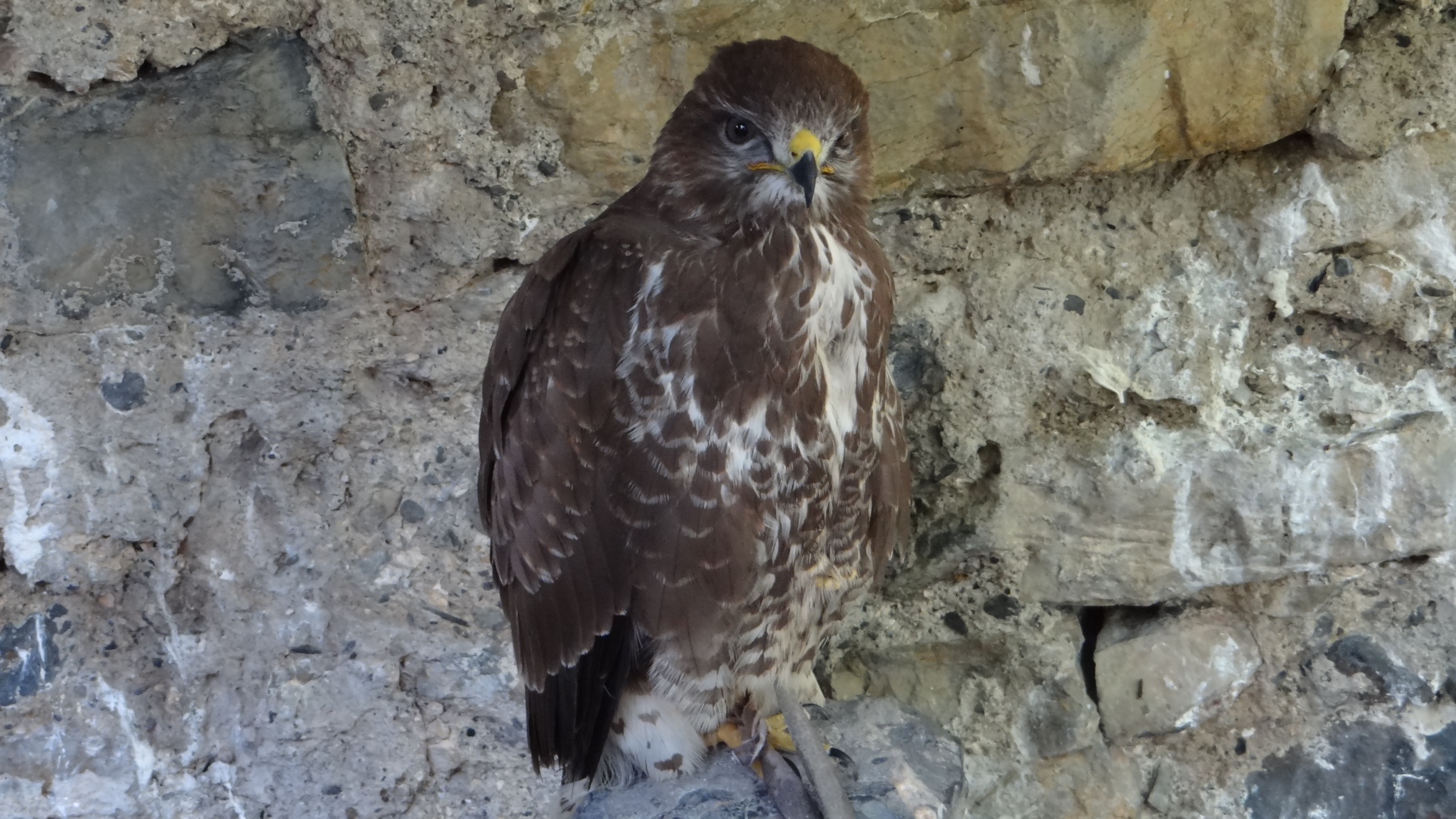
Buse variable
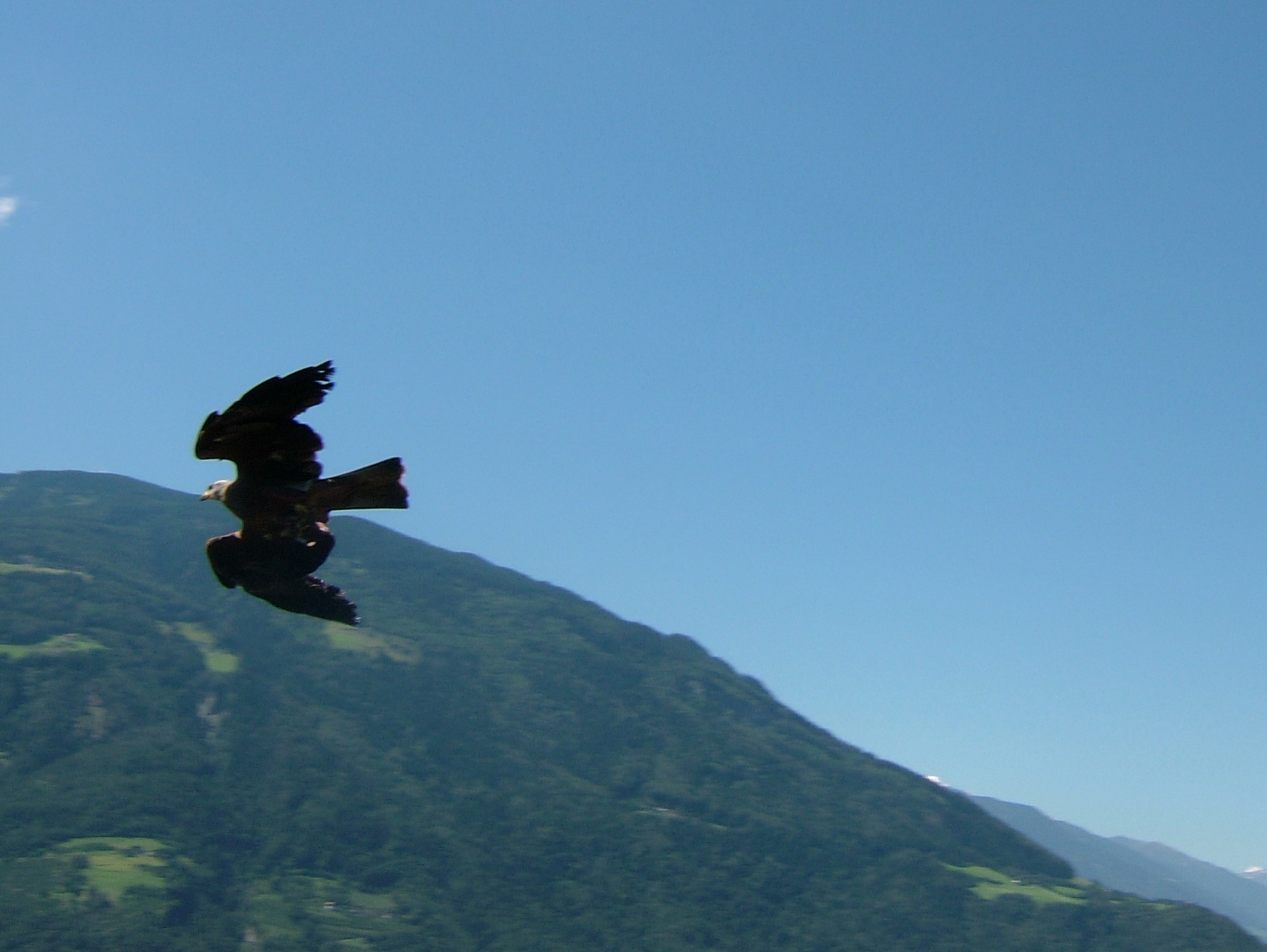
Milan noir
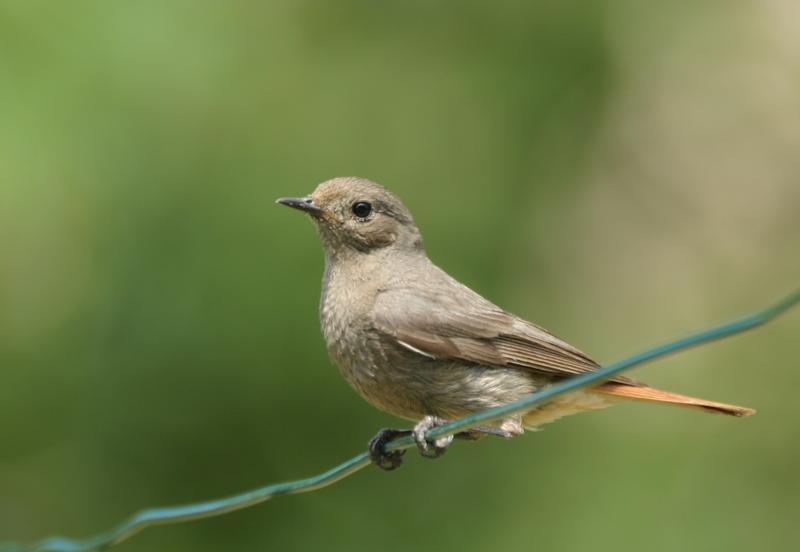
Rouge-queue noir
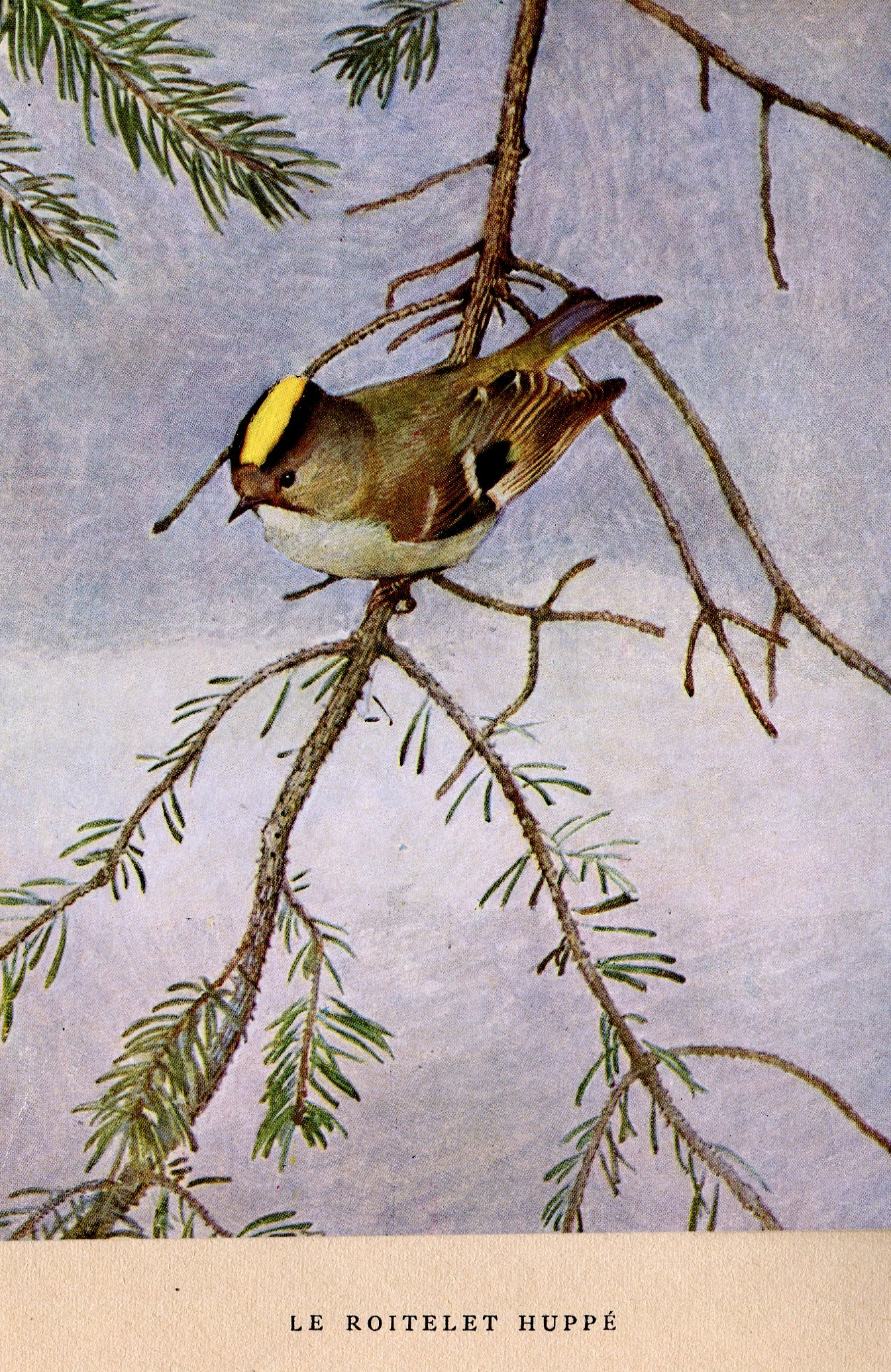
roitelet huppé
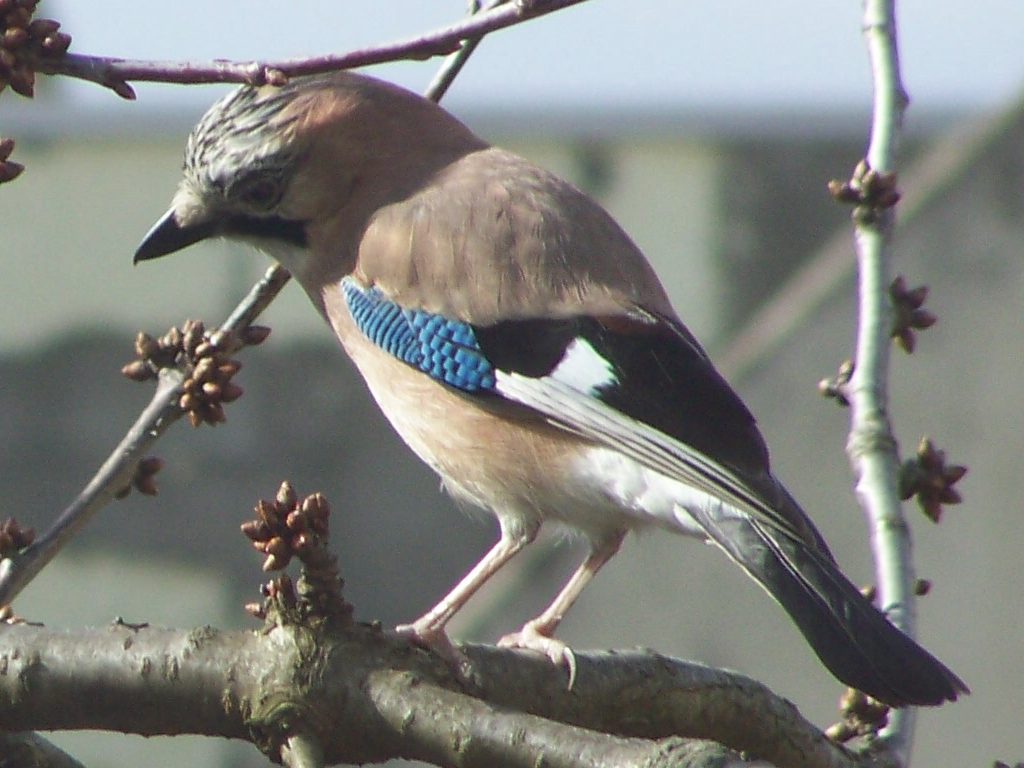
geai des chènes
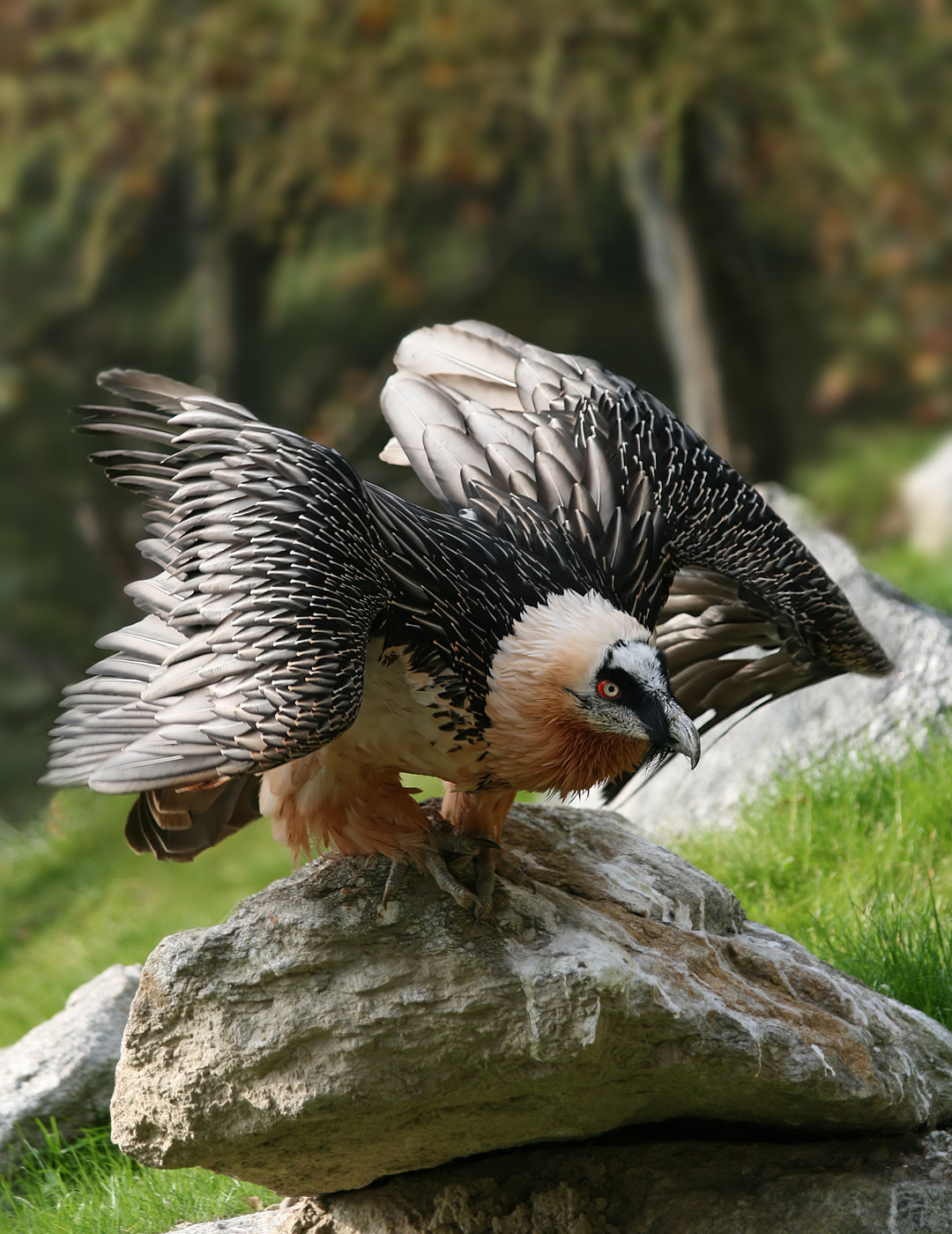
Gypaète barbu
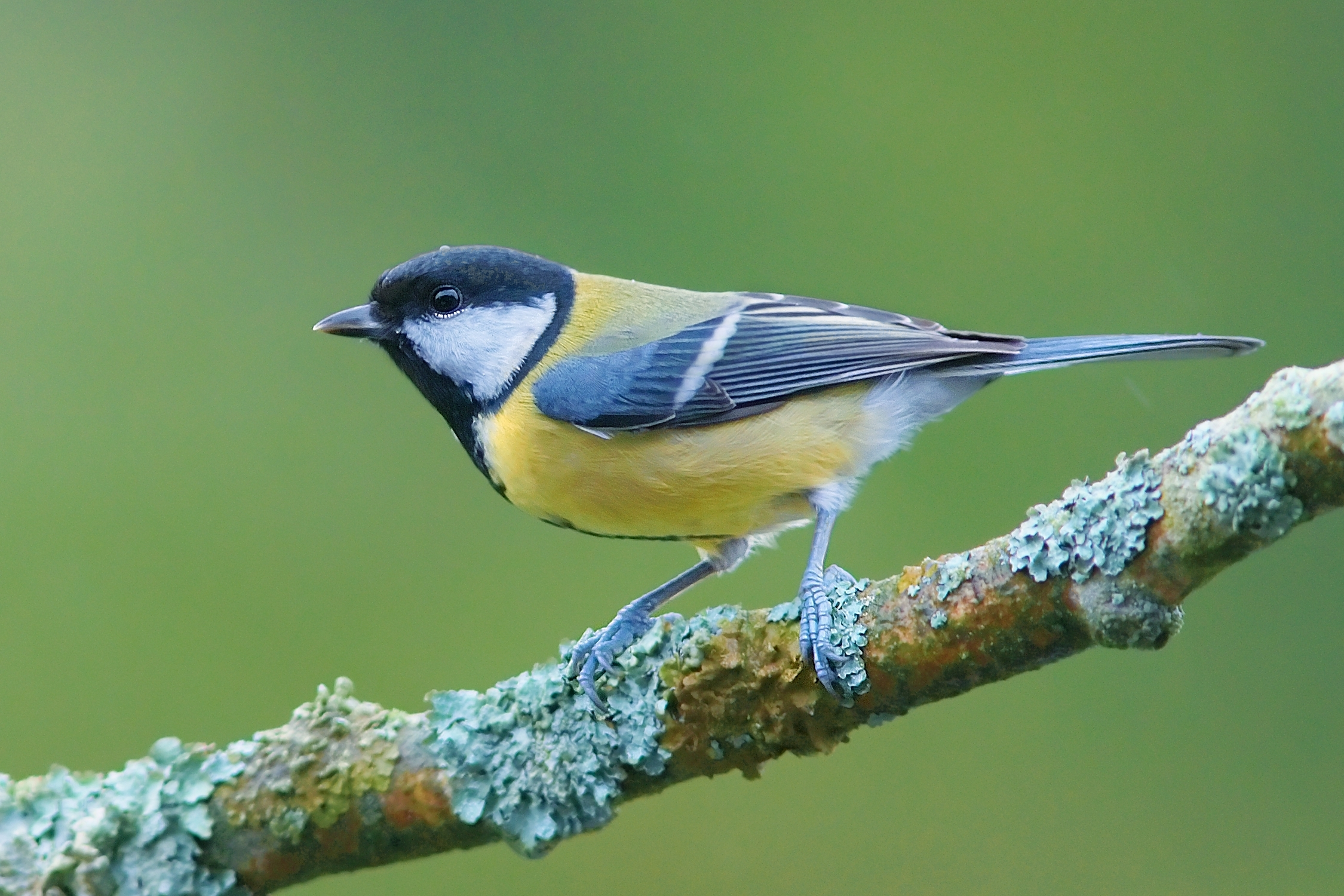
mésange charbonnière
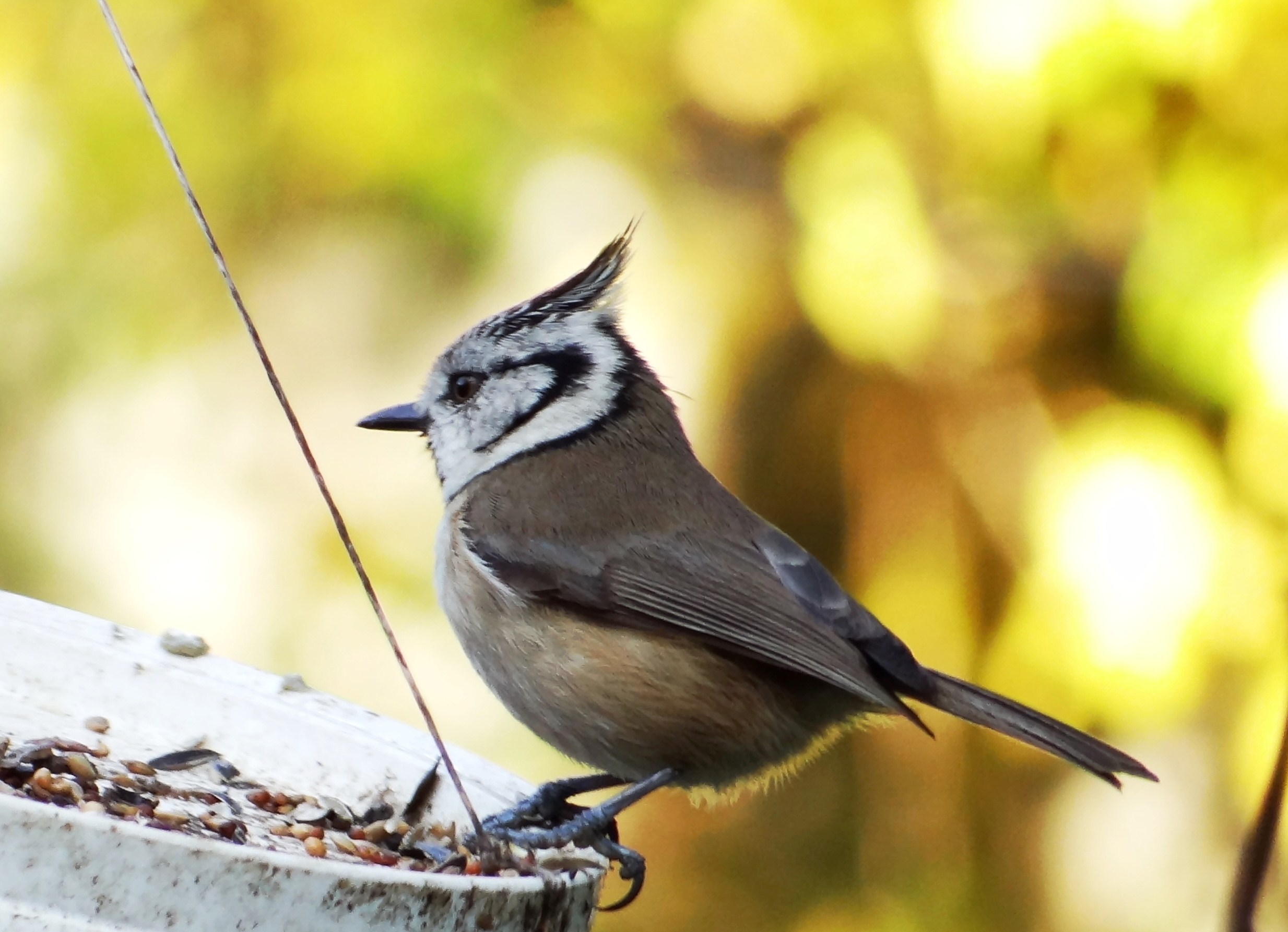
mésange huppée

#### Flore

Schéma des différents étages de végétation dans les Alpes

À l'instar de la faune, le territoire de Montaud et de cette partie la plus septentrionale du Vercors présente une grande variété de fleurs selon les alttudes. Les différentes altitudes de ce territoire sont :
- l'étage montagnard essentiellement forestier, mais aussi composé de prairie et d'espaces aménagés par l'homme (900 à 1 600 m) ;
- l'étage subalpin (1600 à 2 100 m) ;
- l'étage alpin (au-dessus de 2 100 m).

Le bourg de Montaud et la quasi-totalité des hameaux, tous situés sur un plateau sont positionnés au niveau l'étage montagnard.
Il existe un musée de la Flore du Vercors qui est situé dans le couvent des Carmes (ancien château de Beauvoir-en-Royans). Celui-ci propose une exposition ethno-botanique, un jardin médiéval et un verger conservatoire (dont de nombreuses plantes médicinales). On peut y découvrir de nombreuses espèces locales conservées et protégées.
Un site intitulé « Fleurs du Vercors », très intéressant et bien documenté, existe sur le web. Il présente de façon encyclopédique, la flore existante sur le plateau du Vercors : une recherche par nom, famille et couleur de fleur est possible.
Voici quelques fleurs composant la flore locale du Vercors et par conséquent du plateau de Montaud, parmi les plus fréquentes :

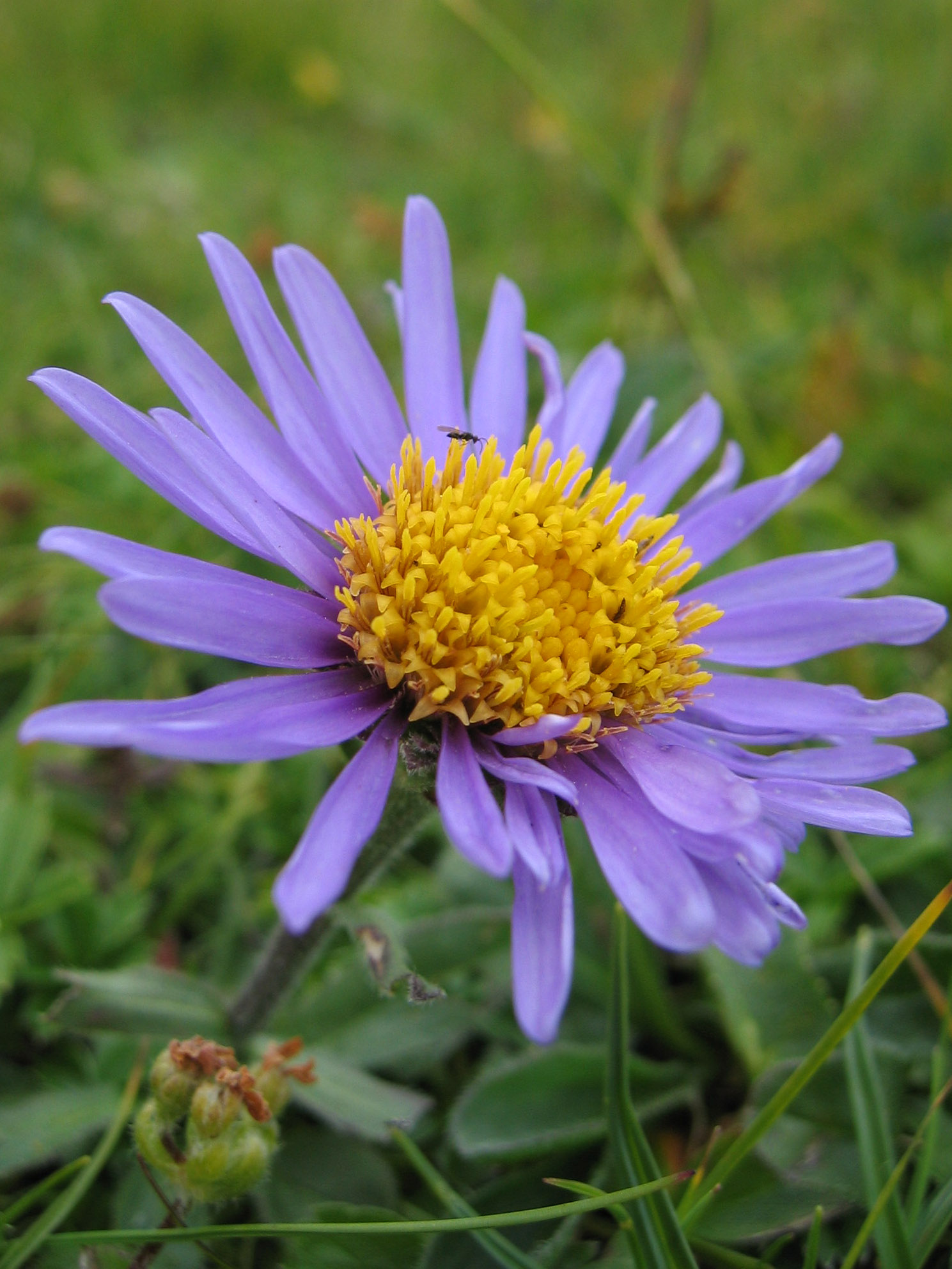
Aster des Alpes
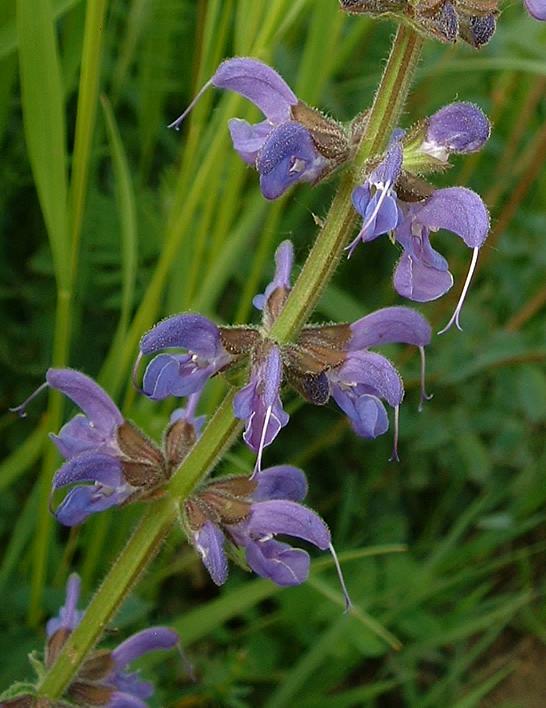
Sauge des prés
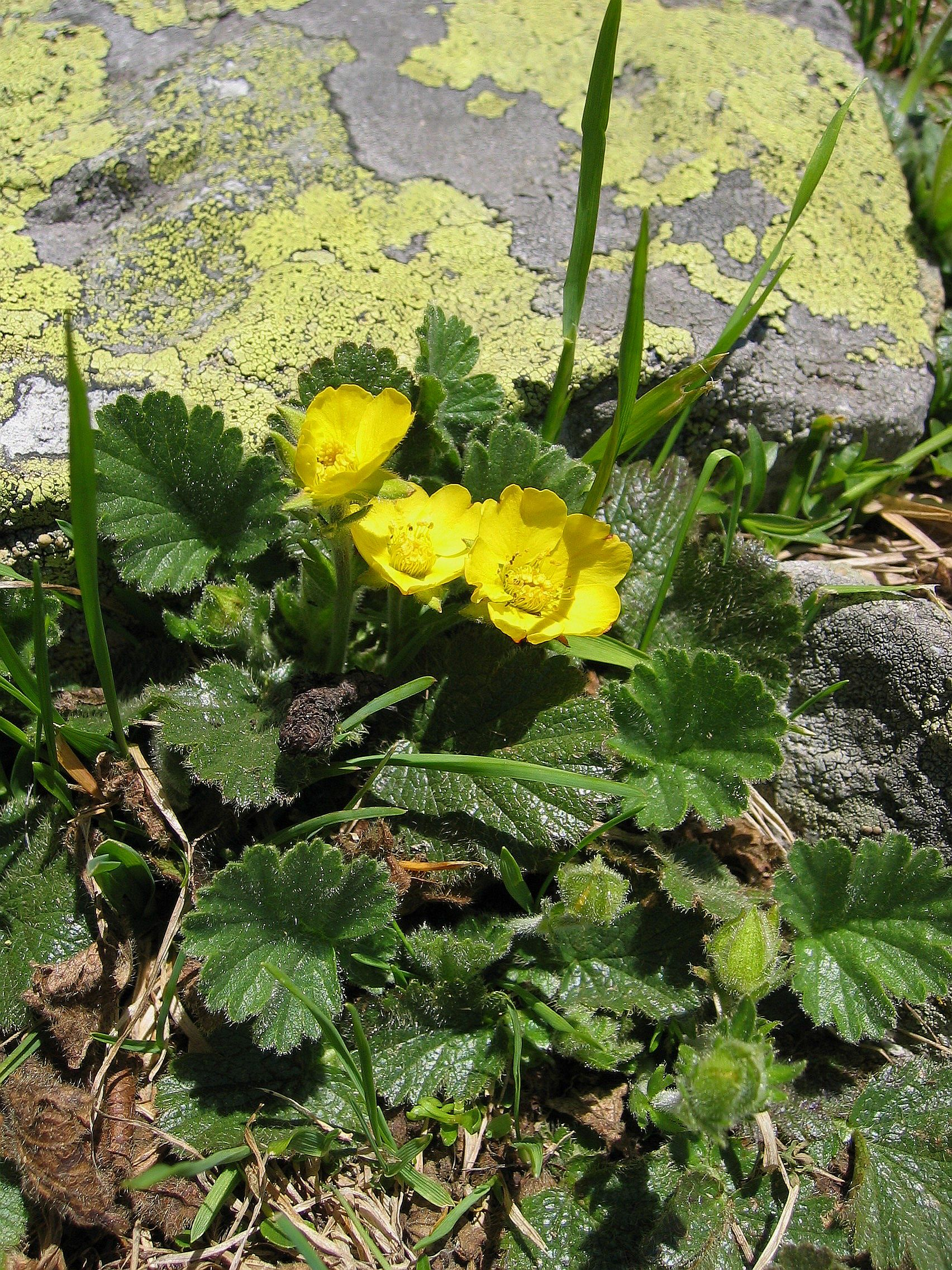
Benoîte des montagnes
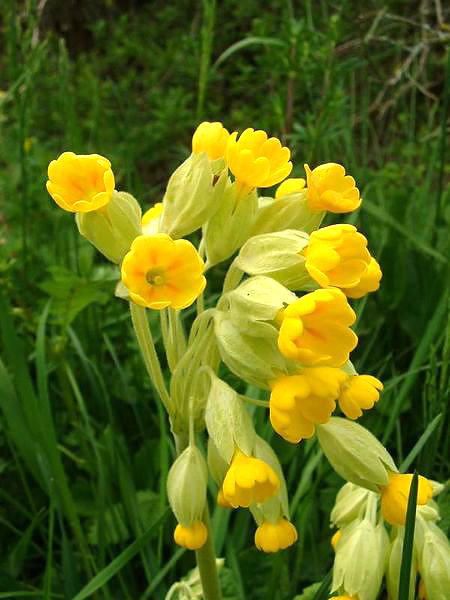
Primevère officinale ou coucou
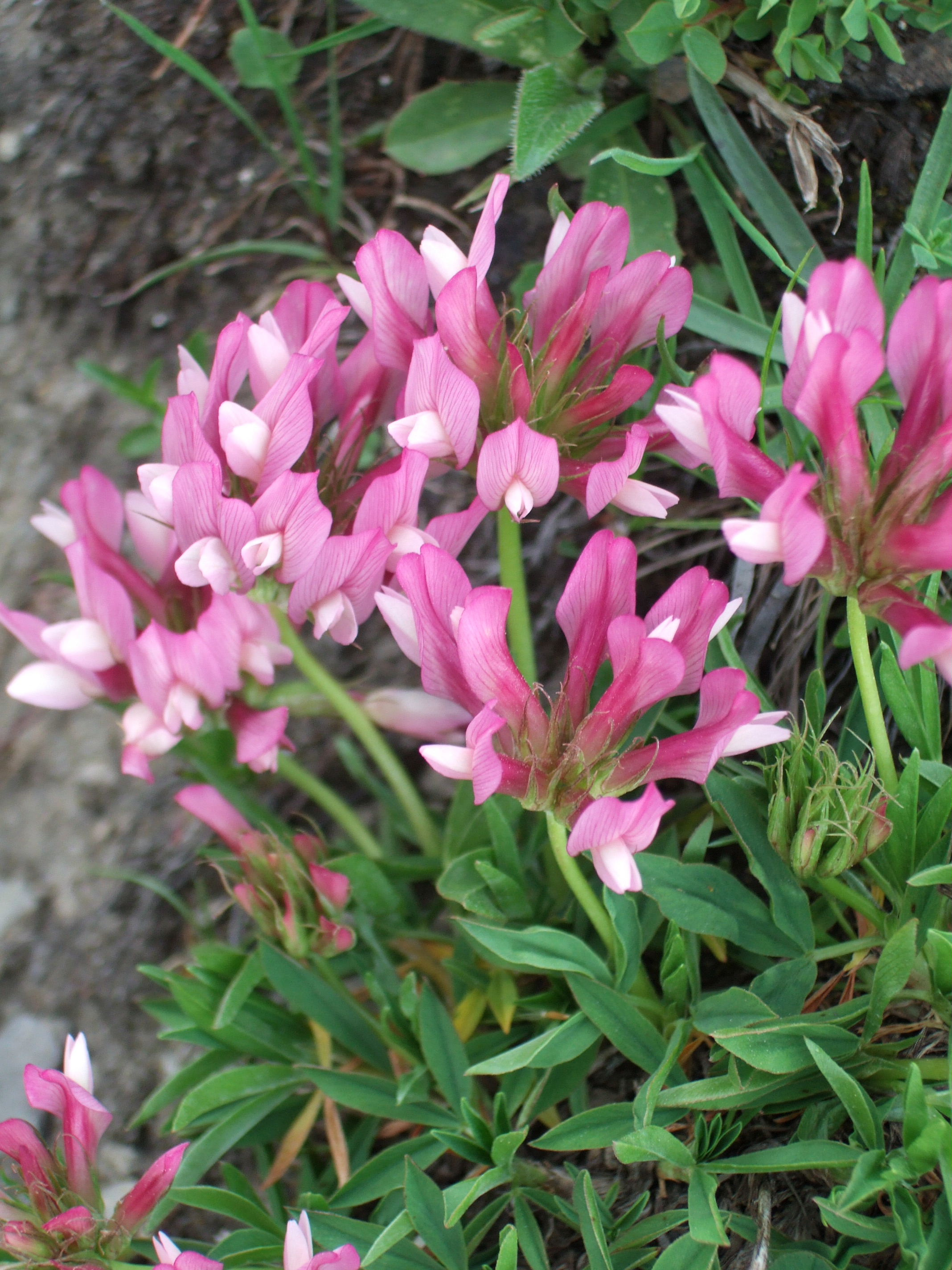
Trèfle des Alpes
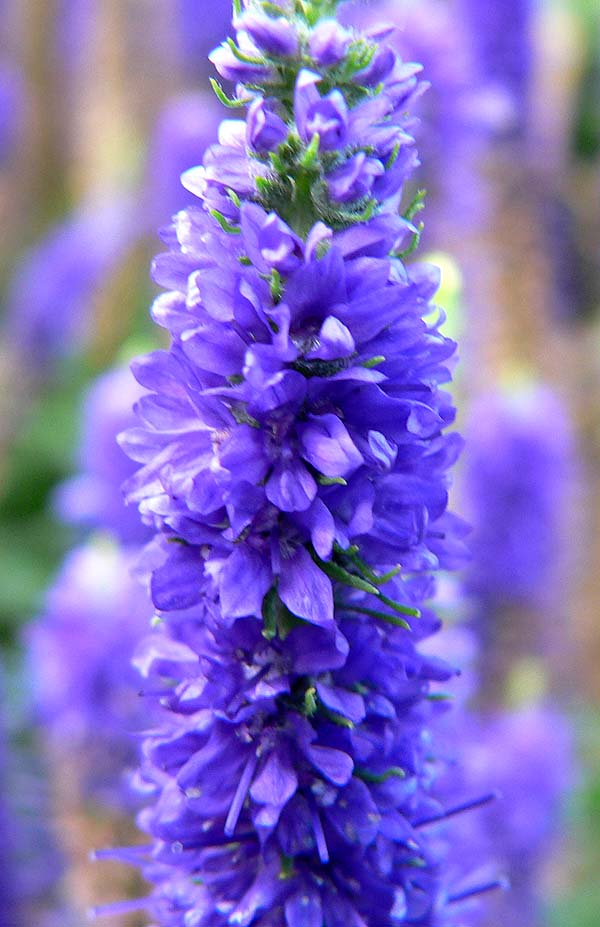
Véronique en épi, flore du Vercors
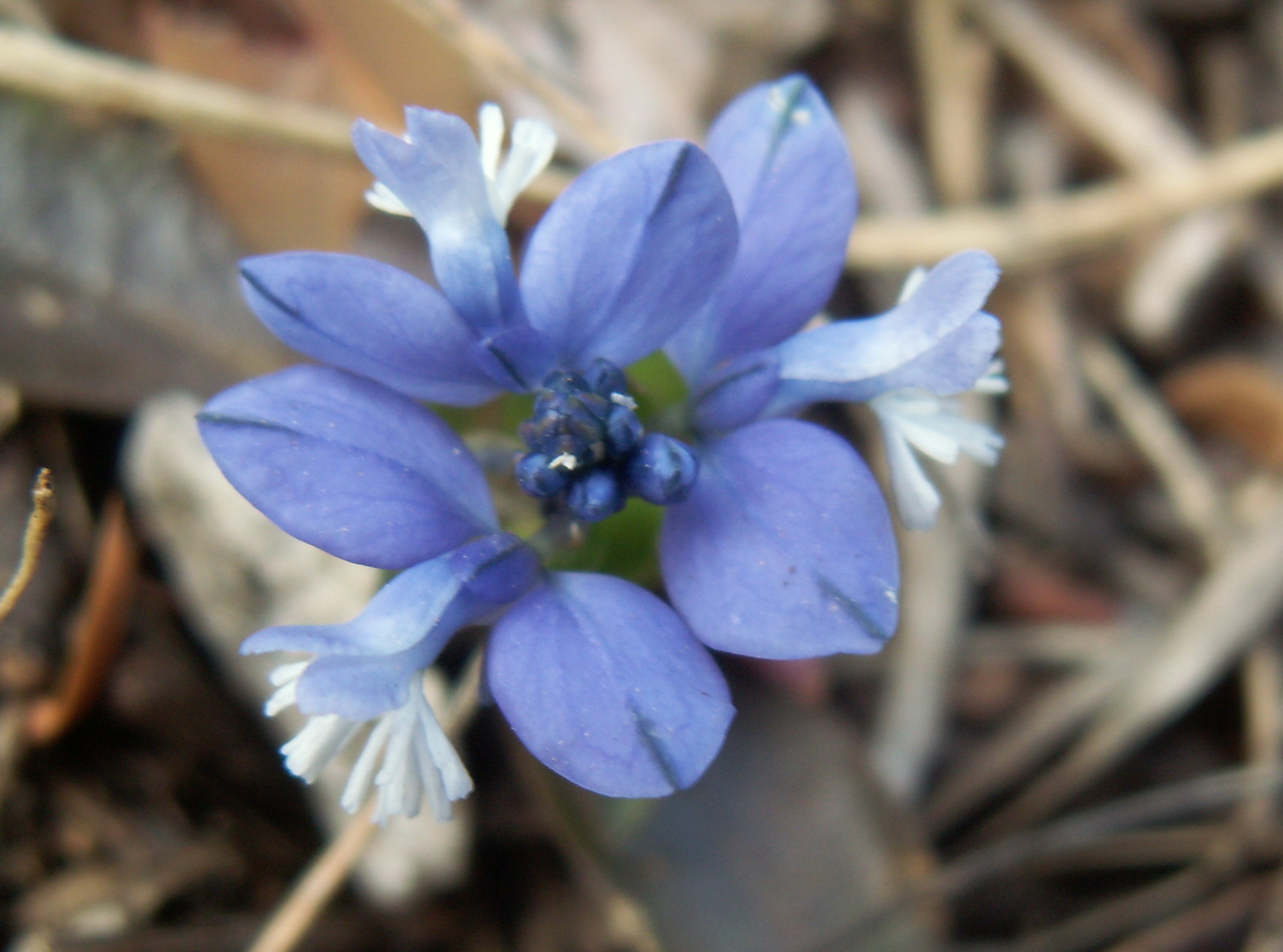
Polygale du calcaire
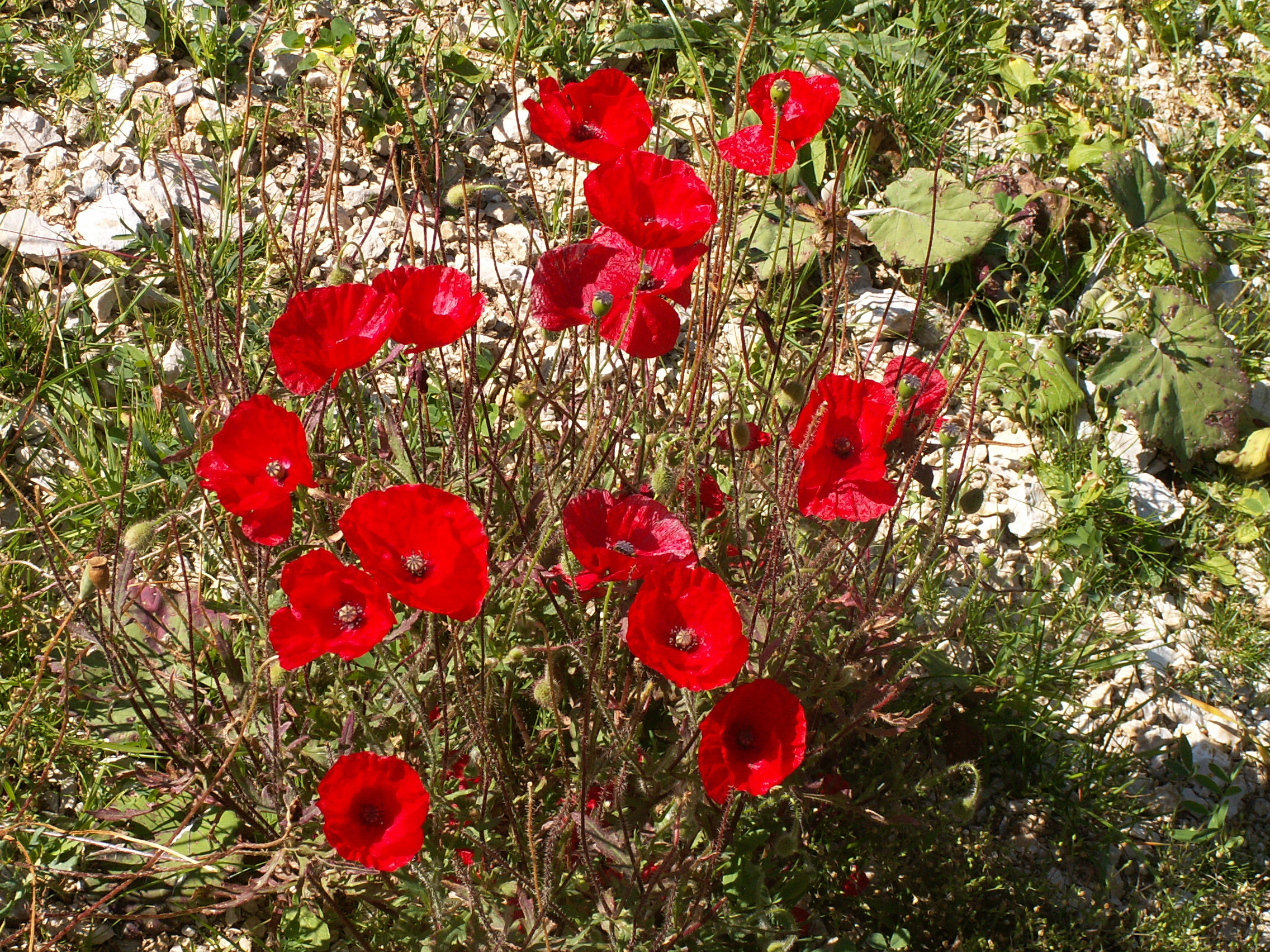
Coquelicots
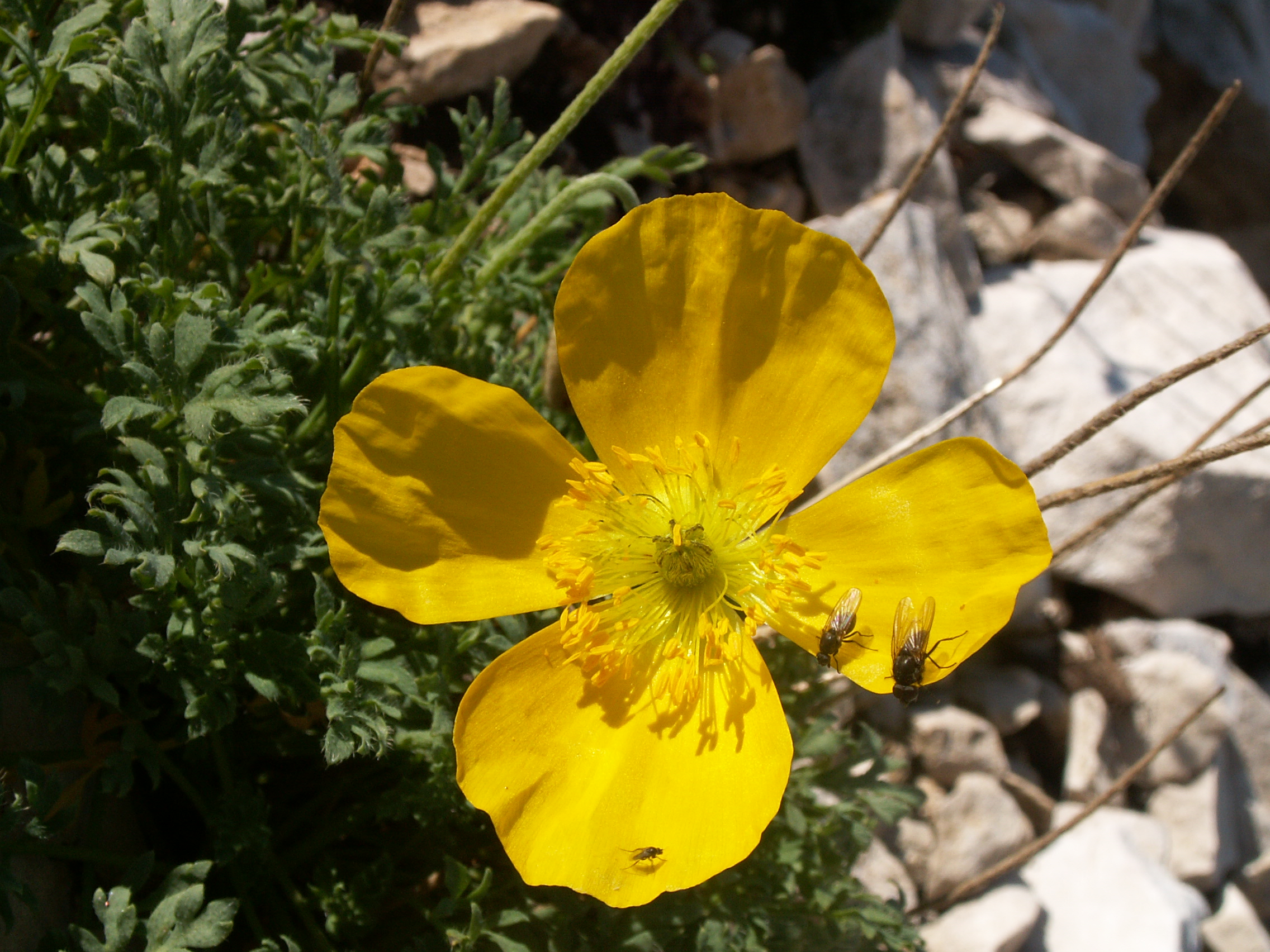
Pavot des Alpes
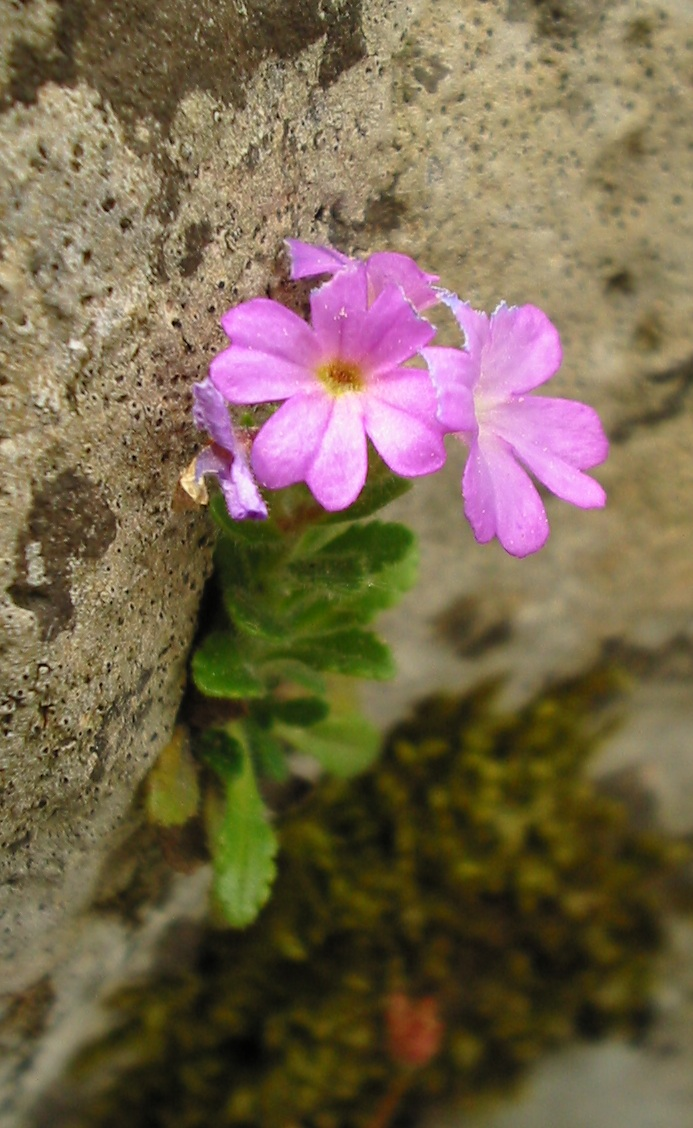
Érine des Alpes

### Héraldique
|  | Montaud (Isère) possède des armoiries dont l'origine et le blasonnement exact ne sont pas disponibles. |

## Pour approfondir